# ナポレオン三世の馬
本項目では、フランスの皇帝ナポレオン三世が慶応または文久年間に江戸幕府に対して贈ったアラビア馬について記述する。

## 概要
1860年頃、西ヨーロッパでは微粒子病によりカイコが壊滅に近い状態に打撃を被った。これに対し、江戸幕府はフランスに蚕紙3万枚を2回に、または、1500枚と15000枚に分けて寄贈。フランス側は返礼としてナポレオン三世から徳川家茂宛にアラビア馬を贈った。
馬は明治維新前後の混乱の中で、大半が一時行方不明となるが、再発見された馬の子孫には、アングロアラブとして日本の競馬に貢献し、21世紀まで続いた血統もある（後述）。
慣例に従い、原典に従う場合を除き、雄は牡、雌は牝と表記する。

### 馬の種類
馬の種類については、フランス国立図書館蔵のシャノワーヌ将軍（シャルル・シャノワーヌ）の資料に、アフリカの植民地からカズヌーヴが連れて来た15 juments et 10 étalons 15頭の牝馬と10頭の種馬の de chevaux barbesバルブ種の馬を1867年7月27日に引き渡したとある。馬の内訳は、選りすぐった馬をアルジェリアに集めた際のものであるが、後掲資料とよく一致する。また、原文のカートンは本来の「厚紙」の意味で使用されている。直接の当事者で、洋種馬、特に軍馬に詳しいシャノワーヌの資料であり、信憑性は高い。後掲資料を含め、アラブ種、アラビア種、アルジェリア種としたものが多く、アルジェリアからのアラビアの馬ではあるが、シャノワーヌの資料に従えば、種類としてはバルブ種である。
カズヌーヴが、seize chevaux arabes16頭のアラブ馬をナポレオン三世の命を帯びて連れていったとする資料もあり、フランス側でも種類・頭数についての混乱があった事が判る。

## 到着と幕府による飼育
1863年（文久3年）、公使に蚕紙寄贈云々勘定奉行に記録が残る。
1865年3月（元治2年2月）最初の蚕紙が贈られ、9月（旧8月）には次の蚕紙を送る旨、幕府側からフランス側に通知、10月19日（旧8月30日）に発送された。『維新史料綱要 巻6』は慶応2年11月11日、フランス皇帝から大将軍へ贈呈のアラビア馬到着前に、ロッシュが自身所有の同種の馬1頭贈呈の意を示した、としている。外務省資料にも同様の記述がある。
1866年7月（旧6月）頃、作成の陸軍教師雇用の書類に、騎兵教師、大尉デシャルム、同下士官ペルセール、アラビヤ馬附添カヅヌーブが記され、月給は、ブリュネを含む士官が350ドル（換算）、下士官が120ドル、カヅヌーブは200ドルである。1868年の諸費用清算の書類では、フランスまでの航海時の船室代が士官が一等各一部屋885ドル、下士官が中等で389ドル、牧馬掛り二等士官カズヌウが三等一部屋で708ドル、航海期間等は二箇月とある。カズヌーブの待遇は士官と下士官の間である。
1867年（慶応3年）、馬の到着前から、現白井市の名主で目付牧士川上次郎右衛門ほか30人が横浜に行き、フランス人から飼育伝習を受けたと、白井市の資料にある。
5月15日、綿貫夏右衛門と牧士、ほかに、別当という馬係26人に、伝習御用が命じられ、牧士らは、5月18日に横浜に行き、27日に戻って来た時には全員が洋装になっていた。
新暦5月29日、馬はアルジェリアからフランス軍事顧問団の本隊より後、横浜に到着と、澤護（敬愛大学）は記している。輸送担当はシモン・カズヌーブで、社会情勢も分析した上で、文久は慶応（『輸入種牛馬系統取調書』の1860年は1866年）の誤りで、文久年間の送付説を明快に否定している。当時の技術では、蚕紙による蚕卵の送付は夏には行えず、澤に従えば、1866年初頭フランス着で、8月20日まで家茂の死去も秘されており、馬の送り先は家茂である。送付の時期についてのニ説は後述する。Meron Medzini "DURING THE CLOSING YEARS OF THE TOKUGAWA REGIME"(Harvard College 1971)では、士官2人に、フランス宮廷から乗馬指導者instructorも兼ねた年老いた馬師riding masterが同行してきたとある。
シャノワーヌを団長とし、騎兵中尉デシャルム、騎兵伍長ペリュッセルを含む第1次軍事顧問団の来日が1月、歩兵中尉ダンクール、種馬飼育場付伍長カズヌーウを伴う26頭のアラビア馬の来日が3月とする資料もあり、馬の到着が顧問団と別であった事と馬と共に到着した人物が示されているが、来日の時期は澤護より二箇月早い。
馬の到着を受け、老中小笠原長行は7月27日（旧6月26日）に江戸城大手門内下乗橋外において寄贈を受ける旨ロッシュに伝えた。馬はフランス人14人余りが横浜から乗馬し江戸城に届けられた。日本仏学史学界では、「奥祐筆手留めの慶応3年6月26日の条」と原典を示し、贈呈式の前に雉子橋付近の厩舎に一旦収容された、としている。
7月27日（旧6月26日）、大手門内下乗橋外で贈呈式が行われ、フランス人一等士官1名に大小一腰紅白縮緬五端、兵士4名に洋銀200枚が贈られた。2頭は将軍の馬として召され、残りは新橋の馬小屋に運ばれ、さらに翌日、牧士はフランス人と共に乗馬して横浜に戻り、翌年まで飼育を続けた後、馬は小金牧に移された。馬は26頭、駒10、駄15、控1である。『輸入種牛馬系統取調書』と照合すると、駒は牡、駄は牝に相当する。控1の意味は不明だが、馬が25頭とする説もある。残り24頭が小金牧に来た事になる。贈呈式後の馬の収容は、横浜の太田陣屋、26頭の馬は5班に分けられ、1班に1人ずつの牧士と1頭に1人ずつの別当がつき、飼育方法の伝習訓練が行われた。『千葉県の歴史』の原文の人名を示すと、フランスの関係者にはシャノアン・デジャン、馬教師には、ダイクール・エッサ、プリガッシュ・カズヌプなどがいた。伝習は半年に及んだため、牧士は何度か交代している。シャノアン・デジャンは、シャノワーヌとデシャルムを一緒にしたものか、どちらか一方か不明だが、ダイクールはダンクールと一致する。エッサ、プリガッシュの意は不明である。
太田陣屋への馬の収容は4月下旬とする研究があるともされるが、前の記述と特に矛盾はない。
1867年（慶応3年7月）小金原続村々『乍恐以書付奉願上候（外国之馬茂小金牧江放被遊候風聞之儀ニ付）』があり、小金牧でのアラビア馬飼育計画が確認できる。御勘定奉行『亜刺比亜馬小金表江率移候義ニ付申上置候書付』との資料もある。片桐一男（青山学院大学）は、中野牧・下野牧の牧士がアラビア馬を引受け管理としている。原資料が同じ可能性があるが、白井市の資料と一致する。
『北海道開拓記念館調査報告』にも函館大経の話として、下総牧に御囲牧を設け馬を飼育したとの記述がある。馬は36と記されている。
1868年（慶応4年）、馬は2度に分けて小金牧へ移された。1度目は、1月4日に神田橋御門外の騎兵屯所、後、1月22日に五助木戸御囲、正式には「中野牧厩詰用所」へ移された。新たに設けられた中野牧厩詰用所には囲い場、厩、詰所があった。『千葉県の歴史』には「放された」とあるが、野馬として放牧されたとすると、厩の存在、西洋式の飼育方法と矛盾する。五助木戸は五香駅の東、旧字五助の当時丁字路であった五香十字路、厩詰用所は字御囲にあった御囲近く、現陸上自衛隊五香駐屯地付近に相当する。詳細は小金牧参照。2月18日に1頭が病死した。2度目の移送は3月5日で、1度目と同様に行われた。『千葉縣東葛飾郡誌』に、アラビア馬20頭が慶應期に将軍へ贈られ、小金牧の中野牧高木村に建てられた厩舎で、外国人2名が来て、すべて洋式で飼育されたが、約2年で維新となり成績は上げられず、うち1頭は後に駒場農学校で割と長生きした旨記述がある。厩舎の地名は、『千葉県の歴史』の記述と矛盾せず、下総で外国人を雇うことは異例であり、幕府の馬に対する重視を示す。『千葉県東葛飾郡誌』の記事の原文は、代々牧士の家系で、貴族院議員も務めた三橋彌によるものであるが、三橋彌は『千葉県議員名鑑』によると、1932年に65歳で、20頭は伝聞による誤差か、どちらか一方の移送の頭数か、最終的に残った頭数か、不明である。
馬の到着時、徳川慶喜は大阪におり、馬を見ていない。松戸市の公式ホームページでは、馬は25頭、慶喜に贈られ、慶応3年4月には横浜に着いたが、大阪の慶喜の下には届かず、慶喜の写真の馬は、ナポレオン三世から贈られた26頭には該当しないという説を示している。
農商務省農務局『輸入種牛馬系統取調書』（1888年、以下、取調書）には「佛帝ナポレオン三世ヨリ幕府へ送付セシ馬疋毛附写」と前書きの後、牡11頭・牝15頭のアラビア名・フランス名、特徴を記した、1860年フランス宮内省「カアン」育馬学校から徳川将軍への馬送付時の書付が掲載され、計26頭の記載がある。前書きの語句は明治期のものである。同書発行時、何頭かは生存とある。1896年、村上要信『日本馬匹改良策』に、ほぼ同じ書付があるが、カアンがカマンになり、書付の原文ではなく『取調書』を見て、誤記または誤植が生じたとしないと説明がつかない。馬は文久元年横浜港に到着とする一方で、若干が雉子橋の厩で飼育されたのを見たとしている。カアンは1935年帝国競馬協会『競馬に関する調査報告』で、「アルゼリー」に支所もあったカーンCaenの馬の供給所と一致する。
4月12日、徳川慶喜が江戸を出て松戸宿に一泊、水戸街道を水戸に向かった。
江戸中野牧厩詰用所が襲撃を受け、一部のアラビア馬と西洋馬具を奪われたが、4月28日には残った馬のうち、雄10頭が騎兵屯所へ移された。襲撃は慶喜の松戸宿宿泊後なら、4月12日〜27日の間である。牝については不明、日本で生まれた馬についても不明である。
函館大経は、脱走の徒が馬を奪うかも知れないと心配した勝安房に命じられ、下総へ引き取りに行き、沼津近くの愛鷹牧で飼って繁殖させようとして、同所に移したと述べている。引き取りに同行した人間や、沼津に移した時期については語られていないが、馬が贈られた経緯や下総の御囲等の内容は他の信頼できる資料とよく一致する。大経は上野での徳川慶喜の護衛の一員でもあり、「脱走の徒」とあることから、引き取りの時期は、4月12日以降が該当する。
『千葉県の歴史』では、馬が新政府の所管となったその後は不明とし、1873年にブリガッシュ・カズヌプが建白書を出し、その中で9頭を確認した事を記している。

## 維新後の散逸
函館大経談話によると、連れてきた馬を飼う場所に困り、駿河愛鷹牧の野馬改良を兼ね同所へ移したが、余裕がなくなり、日本政府に贈られた馬で、徳川の私有でないとし、新政府へ引き継ぐこととなった。東京に連れていったが、受取りを拒否され、山岡鉄舟に相談した結果、水戸、尾張、越前、田安等の諸家へ配布、1頭を小松宮に献上、不良の1頭を函館大経がもらったとのことである。馬の価値を理解しなかったのは新政府、やむなく馬を分けたのは旧幕臣である。談話では、経緯が連続しているが、それぞれの移動の間に、時間的な空白があり、後述の通り、静岡には一部の馬が残された。
白井市『広報しろい』の記事が大経の談話を裏付けるため、重複を含め要約を示す。
現白井市域に存在した冨塚村の牧士、川上次郎右衛門が惣取締役となり、飼育方法の伝授（前述）に携った。関係資料に牧士見習と同格の存在として後の戸長となった中村善太郎らしき名前がある。26名の別当（前述）中、16名が白井市域の出身である。馬は行方不明となったが、近年様々な史料が発見され、行方が少しずつ判明してきている。
維新後、勝海舟の指示で小野儀三郎（大経）が沼津に馬を移し、川上次郎右衛門が飼育担当に任命され、沼津に移住した。明治2年、府中藩が飼育しきれなくなり、鉄舟の裁断で一部の馬を水戸・尾張や小松宮に配った。うち、越前松平家へ2頭の引渡しの際の文書が福井県文書館で発見され、小野儀三郎と川上次郎右衛門の名が記されている。分配後に儀三郎が残った1頭をもらい、次郎右衛門は明治3年に冨塚村に戻った。白井市域での巨大な馬に乗った次郎右衛門の目撃談もある。
日本馬事協会『７０年の歩み』は、函館大経が引取った馬は富士越で、流星栗毛の雄、明治3年招魂社での競馬で人々を驚かせた後、明治5年9月、大経によって函館に運ばれ、明治8年から恵庭市にあった牧場で種馬となったとする。
1869年（明治2年）、ナポレオン三世献上の馬が宮城県へ入り、その血統が今も残り、農商務省が亜剌比亜種と認めたとの記述が『馬匹調査会議事録 第1回(明治28年)』にある。
1870年（明治3年）根岸競馬で函館大経が日本人として初めて競馬で外国人に勝ったとされる。
1871年（明治4年）雑誌『新聞雑誌』の「二号」に、5月15日招魂社祭で、日本人外国人4人で競馬を行い、ついに日本人が勝ち、この日本人は雉子橋門外牛馬商社の鐵沓師との記事があると、1908年『明治事物起源』にあり、馬は奥（奥州・奥羽）産のアラビア馬との伝聞も記している。『新聞雑誌』は木戸孝允の創刊で、江戸東京博物館によると、「二号」は「ザンギリ頭を叩いてみれば」の戯歌が載った号で、発行は5月である。執筆が1871年5月15日より前なら、前述の根岸競馬での函館大経の話と一致はするが、場所が異なる。
1871年（明治4年）12月9日『仏国政府ヨリ旧幕府ヘ寄贈ノアラヒヤノ馬ニ付同公使ノ好意ニ答フ』『仏国政府旧幕府ヘ差送ノアラヒア馬散逸ニ付取聚収方伺』があり、明治維新に伴う馬の散逸が判る。文書に途上で馬を見たフランス公使の指摘から、散逸した馬と雉子橋の厩で馬が何頭か確認でき、雉子橋の馬は大切に扱われ繁殖にも役立ち、飼育等は来日したフランス「有名の牧師カズノブ
」に聞くべき等とある。この文書提出は、1891年（明治24年）農商務省農務局『大日本農史 今世』1894年（明治27年）同『畜産要務彙集』の「畜産上施政ノ顛末」にもある。文書では、廃藩置県を行った明治政府が、散逸後の馬の持ち主に対し、差出させるのは甚だ不条理と異例の配慮を示し、持ち主への特別な配慮と馬の回収に消極的である事が判る。小金牧の高田台牧跡に広大な土地を所有し迅速測図に大隈邸と記載されるほどの家屋を有していた大隈重信の名もある。国内の混乱もあるにせよ、公使からの指摘後の捜索開始は、明治政府の馬の重要性への認識欠如、不手際の認識を示す。文書中、フランス公使に対する「気の毒」という言葉は、本来の「気分を害する」の意としないと意味が通らない。繁殖した馬もいるのか、30頭とある。
大隈重信は、築地の屋敷でナポレオン三世寄贈の2頭の白馬を所有、アメリカ馬車もひかせ、後に軍人某にやったとしている。軍人が後述の鼓かは不明である。来日初代の馬に、白馬は葦毛の牝1頭しかいない。
1872年（明治5年）4月5日付『先年仏国より厚意を以旧政府へ差送りたる亜刺亜馬の義に付大蔵省より掛合』では、馬が数頭とされ、別段蕃殖の姿も見えず、フランス公使より度々苦情申立てがあり、大蔵省から兵部省に、馬のうち静岡県に残っていた牡牝2頭を送るよう要請がなされた。
同4月13日付『兵学寮より沼津兵学寮にアラヒヤ馬到着の儀に付申出』で2頭の到着が確認できる。
1873年（明治6年）3月、澤護によると、再来日後のカズヌーフ自身による『産馬意見書』が提出され、その中で馬は小金牧（文書では小金井牧場）へ連れて行き、係の教育指導に当たる手筈だったが、突然の変事により御破算になり、その後、馬も離散したが、9疋の種馬を確認していると記述がある。
3月14日付『元勧農局用地雉子橋門外厩一棟秣置場一棟焼失』した。
6月、カズヌーフが明治政府に雇用された。『函館ノ賊ニ応援スル仏国人ニ対シ遺憾ナキ旨ヲ公使ニ報ス』、フランス語の原文とともに『宮内省仏国馬術教師カズヌーフ雇入』の公文書が残る。
1874年（明治7年）6月28日か29日、カズヌーフが東京を出発、畜産調査のため、東北地方へ向かった。『官員並御雇教師牧馬蓄産為取調宮城県外七県』、宮城より青森・岩手・福島・山形・磐前・水沢・茨城に寄る予定であった。帰路、11月21日、カズヌーフが浪江で死去した。詳細はアンドレ・カズヌーヴ参照。
カズヌーフ死去前後について、1886年（明治19年）の今泉六郎『大日本馬種略』を再録した、1896年の陸軍乗馬学校の同名書に、最近、慶応3年秋、フランス皇帝ナポレオン3世からアルジェリー種の良馬が贈られ、この件について親しく詳細を聞いた「鼓（正しくは支が皮）氏」の話の概略としての記述がある。飼司カズヌーフが馬をつれて来た事と本邦馬産の改良を希望したものである事の後に「然ルニ當路者ソノ然ル所以ヲ察セズ徒ラニ尋常一様ノ進物ノ觀ヲナシ盡ク之ヲ姻族重臣ノ間ニ分チ」「維新ノ后、余、浪華ニ在リ、夙ニ彼ノ優種ノ暴殄ニ瀕セルヲ慨シ」馬を探した事、福山藩にいた1頭は鼓の働きかけにより、兵部省を経て宮内省所有となり、それが若紫である事、越前家に残っていた3頭は旧家臣吉田某の私有となっており、事情により公有にならず、フランス人アマドーの手に落ちた後、行方不明になった事が記されている。それより前、鼓が同行して奥羽の牧場へ探究に行ったが、カズヌーフが病に倒れ終に立たず、鼓の素志も画餅に帰したが、早く今日の盛代に逢ったので、カズヌーフの鬼（魂）ももって瞑すべきであるとある。
鼓は『官員並御雇教師牧馬蓄産為取調宮城県外七県』の、カズヌーフと共にいた東北に赴いた鼓包武に一致、澤護の論文にも記されている。鼓は馬の離散を強く批判、憤慨した時期を、維新後でかつ鼓が大阪にいたと記し、離散が維新後である事が判る。大経、カズヌーフの話と一致する。本邦の馬の改良を希望したのは幕府とある事、カズヌーフの死後、旧親藩の旧家臣から新政府ではなく、カズヌーフの母国の人間に馬が渡り、その理由が省略され、馬の接収に際する新政府側の不手際を鼓が知っていた事も示唆される。当時、鼓は大尉とはいえ、長州出身の陸軍軍人で、その意向に反し、新政府に馬を渡さなかった事から、アマドーはある程度の権力を行使できた人物で、御雇外国人として記述された『兵部省代たる林兵部少丞仏国アマド君との間に取極むる仮定約』『外務大少丞御省雇外国人へ相渡置臨時通行免状御返却可申候』の、1871〜74年に雇用された騎馬関係のフランス人アマド、『御雇外国人一覧』の騎兵関係のフランス人アマトルイと一致する。被雇用はカズヌーフ死去の年までである。『馬学書印刷の義に付伺』では、フランス騎兵教師として、アマト、カスヌーフが並んで記されている。カズヌーフの俸給は最初250円、後に300円、アマドーは150円である。カズヌーフの死後、鼓が探した、3頭の馬、福山藩の1頭は鼓による発見で、カズヌーフが確認の9頭と別か不明である。
1875年（明治8年）の馬の動向について、1941年日本競馬会『宮内省下総牧場における競走馬の育成調教』は、「明治8年、勧農局試験場より牽入れられた16頭のうち、著名な牝馬吾妻號はナポレオン三世から贈与された7頭中の1頭、佛アラ高砂號の持込馬で、蕃殖成績優秀、現今尚この血液受けたるもの多く、今日の下総牧場の基礎となり、又本邦各馬産地に散在し斯界の為忘れることのできない功績を残してゐる」とし、輸入馬の表に、老松・佛國産サラブレッド・鹿毛、高砂・佛國産アラブ・芦毛がある。
明治3年以降の調査を記した、宮内庁資料『明治3年度　馬籍原簿』には、老松、吾妻が記載され、両馬とも、仏蘭西サラブレッド種とあり、老松には文久年間佛帝ナポレオン三世ヨリ徳川家茂ヘ贈與、吾妻には、産地東京雉子橋元御厩、母高砂の記載がある。ほか、仏蘭西サラブレッド種とある馬に、
- 四ツ谷　牝
- 武蔵野　牡
- 雉子橋　牝
- 第二四ツ谷　牝　流星鹿毛四白 明治9年4月内藤新宿元試験場 父武蔵野 母雉子橋がある。

来日初代の馬である老松、高砂と同じ「仏蘭西サラブレッド種」の表記は、吾妻の父馬、四ツ谷、武蔵野、雉子橋の両親が、来日初代の馬である事を示す。重複の可能性は残る。
『下総種畜場蕃殖入費取調書／明治』では、明治19年4月調査、洋種乗用種、牝として
- 高砂　芦毛　　　生年不詳廿六七歳余
- 老松　流星鹿毛　生年不詳
- 吾妻　星栗毛　　十七歳
- 第二四ッ谷　流星鹿毛　十一歳、ほか、第三吾妻等の記載がある。

『福島県産馬沿革誌』にある、明治6～32年に福島に来た馬の抜粋を、馬名種類 性 牽入時年齢 身幹 産地の順に示す。うち、亜剌比亜2頭は、明治6年牽入れとあり、持込馬の可能性は残るが、来日初代の馬ではない。また、当時は洋種馬は亜剌比亜としたともある。
- 亜剌比亜、不詳、牡、芦毛、8、5.10、佛国
- 亜剌比亜、不詳、牡、鹿毛、8、5.00、佛国
- 雉子橋、アラブ、牝、鹿毛、不詳、5.00、東京
- 荒磯後に武蔵と改名、アラブ、牡、鹿毛、7、4.90、東京

2頭の亜剌比亜はフランス産とあるが、いずれも、体高が150cm以上であり、来日初代の馬に該当する馬はいない。来日初代に芦毛の牡はおらず、芦毛は優性（顕性）のため、芦毛の亜剌比亜の母馬は唯一の芦毛の高砂ということになるが、真偽不明である。
同書の明治13年1月洋馬調査の概略を示す。
- 雉子橋　牝　鹿毛　丈7寸 以前下総取香試畜場で飼育。11年6月御貸下 12年9歳 来日初代の馬ではない。4月8日牡駒（涼風）分娩後同月30日斃ル
- 涼風　牡　尺二寸

1877年（明治10年）、村上要信は兼務先の取香種蓄場で、巴里と命名されたイロンデールを見たと『日本馬匹改良策』に記し、その後、イロンデールは駒場、ついで、上野で飼われ、一頭も子を産まなかったと記している。若干を雉子橋の厩で見たともしているが、厩の焼失の前以外、時期については不明である。
今井吉平1910年『馬政学』に、馬は1861年（文久元年）日本着、カヅヌーフが付添って来たが、当事馬匹改良の必要性を知らず徒に権門貴顕に与えてしまった、内一頭の牝巴里（アイヨンデール）号は1894年（明治27年）37歳で斃死等とあり、『取調書』と似た馬の一覧の表がある。フランス名のイロンデールをアイヨンデールとしており、今井にはフランス語の知識がなく、和訳された表をカナからカナへ誤訳したことを示す。1894年に37歳で斃死なら、生年は1858年頃になるが、表には7歳とあり、本項の馬に関し、『馬政学』は信憑性に欠ける。
馬の散逸が維新前なら、将軍の馬を幕府関係者が勝手に私物化した事になり、幕府による馬の重視とカズヌーフの重用なしでは、カズヌーフが伝習隊で乗馬等を指導し、後に箱館戦争において重傷を負うまで幕府側について戦った事、大鳥圭介が『南柯紀行』で、函館へ向かう途中、仙台で旧師に再会し互いに感激した旨を記した事,、大経の具体的な話と矛盾し、重ねて同書は信憑性に欠ける。
1899年（明治32年）陸軍騎兵実施学校『宮崎鹿児島両県産馬調査報告』に、日本到着は1863年（文久3年）とした後、鼓談話と同様の記述があるが、散逸の時期が判る部分は無い。その後、ナポレオン三世の馬についてまとめられているため、重複も含めて示す。「慶応年間若干頭は薩摩に牽入れたるは更に疑無きが如きも確証なし。明治4年中は大蔵省牧畜掛所管の雉子橋官邸に未だ数頭養畜せられ居りたるも後ち行く所を詳かにせず。星青毛牝「パリス」号（明治4年雉子橋官邸に養われしものの1疋）は一時駒場農学校に畜養せられ後ち上野動物園に移され明治27年に斃れたり本馬は嘗て流産せし後遂に受胎せず。」ほか、若紫が明治初年に兵部省、後、宮内省への移管と「アマドー」（馬術教師）の記述がある。兵部省は明治元年には存在せず、明治初年は明治の初め頃に当たる。
1913年『鹿児島県畜産史上巻』に、「最近に於いて著名なるは15代将軍慶喜の慶応3年秋」の後、鼓談話とほぼ同じ記述があるが、「当路者」が「幕府当路の執政」と変更され、散逸の時期を示す部分はない。続けて、但し其の内若干頭は我薩藩に牽き入れられたること疑無けれど確証を得ず、とある。文面通りなら、他の資料との整合性からも、維新後に薩摩藩の関係者が私物化、「若干」を薩摩に持ち帰った事を示す。前述の明治政府による馬の持ち主への異例の配慮とよく一致し、鼓の談話で馬の散逸が名指しではないものの非難され、散逸が維新後と判る形になっている事とも矛盾はしない。同書には、文久3年に当記事の馬が贈られ、薩摩の比志島牧に「鹿毛にて星及び白毛混れる洋種牡馬5頭を入れたるが」「牧中の牝馬と親和せずして一頭の産駒だに得ざりし」「該牝馬も漸く衰弱痩痒したりければ、御厨に引上げたりとなん」と記した後、『宮崎鹿児島両県産馬報告』とほぼ同じ内容を記述、諸書にある「若干は我薩摩に牽き入れられたりと云えば」この5疋ではないか、但し、口碑には英人医師ウルユスが船載せし馬匹と言うとの記述がある。比志島牧は慶応元年廃止のため、牧そのものを指すなら、当記事の馬には該当しない。また、黒鹿毛等を入れても鹿毛の牡は3頭で、他のアラビア馬等との混同の可能性も否定できない。
一方、小金牧から江戸に10頭の牡が移送されたのに対し、後に確認された馬が少ない事、鹿児島に子孫を残さず、疑いはないが確証を得ずという事と矛盾しない。散逸の責任を幕府に押しつける一方、自供した形になっている点で信憑性はある。ウルユスは、1877年（明治10年）『7月23日 旧ウルユス館へ本日転移 軍団砲廠』等の資料から、実在し、維新後、鹿児島に長期間滞在した人物と確認できる。時期、場所、国籍、職業はウィリアム・ウィリスと一致する。
『南部馬史』では、後述の廣澤安任、鼓談話と同様の記述と、「蚕卵紙に報ゆるに我が有益にして殊に将軍の好めるを聞き之に贈答したる也」とある。
1903年『下総御料牧場要覧』の表に所有するサラブレッドが牝10、牡20、計30で、輸入年度内訳として牝の欄に文久年間6、明治10〜13年計7の数字と、備考としてフランスから幕府への贈与の記述がある。総数と内訳は合わず、牡の欄が空欄のため、6頭は牝だけか牡牝合計か不明だが、30頭は1871年の文書に基づいたなら当然であるが、一致はする。

### 高砂・吾妻
吾妻を高砂の持込馬とする前掲資料はあるが、宮内庁資料の吾妻の生年は持込馬でないことを示す。高砂と一致する葦毛の牝馬は名前の記載のない、体幹147、1866年4歳の一頭だけである。泥葦毛は完全な断定は難しいが、河原毛に類似する。
芦毛の場合、個体差にもあるが、概ね6歳頃までには全身が白くなり、原毛色を見る事さえ難しくなるため、ほかの馬である可能性はほとんどない。
吾妻について、千葉県両総馬匹農業協同組合関東軽種馬生産育成組合は、1878年（明治11年）、取香種蓄場に移管としている。
宮内庁資料抜粋要約を示す。
吾妻、牝、星栗毛、明治3年生、母高砂、東京雉子橋元御厩、明治29年1月31日心臓麻痺で死亡
大町桂月の短編『三里塚の櫻』で、三里塚の老桜わきに「牝馬吾妻之塚」とある木標があり、吾妻が30年前の明治9年に死亡した旨の記述がある。同短編は大正5年のため、死後30年なら、死亡は明治19年である。大正9年の『名所ところどころ』にも「牝馬吾妻之塚」の木標の記述がある。木標は「名馬吾妻之塚」と刻んだ石碑に建て替えられ、サクラの大木の下の塚にある石碑の写真を宮内庁公文書館が有している。『房総年鑑 昭和9年版』にも名馬吾妻の塚とある。後、石碑は芝山観音教寺に移され、傍らに吾妻が牡2頭牝9頭を産み、明治29年推定33歳で死亡とする説明文がある。記念碑建立を大正11年としている。桂月は飲酒しながら三里塚を訪れており、吾妻の死亡は明治29年である。前掲、宮内省下総牧場の資料は、実際に吾妻を飼育し塚を築いた下総牧場で書かれているが、前述の通り、吾妻が日本への持込馬とする事と生年は矛盾する。
後述する第二吾妻の他、『仙台産馬沿革誌』に、洋種馬として
乗用玉川栗毛（父武蔵号、母吾妻号）明治11年生、が下総種畜場より借入の記述がある。

### 老松
血統書のないサラブレッドはあり得ず、また、本来は軍馬で、サラブレッドではなく、当時のサラブレッドに対する正確な知識の欠如を示す。鹿毛と黒鹿毛は日本でも以前から区別されていたため、147のダラダが老松の可能性が少し低く、ナアーマの可能性が少し高い。
『明治3年度　馬籍原簿』には、老松、牝、流星鹿毛四白、血統等は不詳、仏蘭西サラブレッド種、明治26年11月15日老衰の為死すとあり、特徴は「鹿毛流星、四肢ニ深ク白毛アリ」のナアーマにのみよく一致する。同書には明治10年東京内藤新宿試験場で名前不詳の驢との間にミュールを産んだ旨の記載がある。
日本軽種馬協会JBBA NEWS 2006年9月号武市銀治郎の記事に、「明治10・11年内藤新宿試験場から香取種蓄場に牽入れられた高砂、四ツ谷、老松、巴黎、吾妻、第二四ツ谷など歴史に足跡を残した」とある。巴黎は巴里と同じパリで、エルグエタガにあたる。小金牧の将軍の乗馬用の御囲で飼育予定だった馬の何頭かは佐倉牧跡の宮内省の牧場で飼育された事になる。『下総御料牧場沿革誌』明治10年牡4頭牝5頭を東京新宿試験場より牽入、翌年牝5頭を同試験場または米国より購入牽入の記述がある事と一致する。

### 若紫
若紫は『宮内省より乗馬車の義掛合』で、1874年12月、陸軍省より宮内省に献上の「西洋種乗馬若紫」に一致する。不用となり、1877年10月、陸軍への下渡し決定とあり、前述の鼓の話は1874〜1877年に相当する。
『取調書』に、1874年（明治7年）陸軍省購入とある若紫の記述、『宮城県産馬要覧』の記述を便宜上順等を変えて示す。
- 若紫　星栗毛　牝　亜喇比亜から明治7年購入宮内省へ献納　同10年返付　明治11年宮城縣へ貸付
- 若紫　星栗毛　牝　アラヒヤ種　慶應三年生　四尺七寸五分（約143cm）　明治11年軍務局より下付　繁殖用牝馬
- ｜亀ヶ岡　鹿　明治12年生　父スイロン　母若紫　明治28年死　県最初の生産洋種々牡馬

牝の星栗毛はフエゼラ・ゴゼルとアテファ・アケット、体高はアテフア・アケツトにほぼ一致、生年に基づくと持込馬である。

### 浜名・三島ほか
『取調書』には、明治7年、亜喇比亜から陸軍省購入として他に牡5頭の記載がある。若紫も含めた牡牝5頭中、購入金額が記してあるのは牡2頭だけで、牡3頭は明治7年の輸入か不明である。参考として、牡5頭と、来日初代の馬か不明であるが、『取調書』より性別毛色の同じ馬を、便宜上記述順等は変えて示す。
- 無双　　鹿毛　牡　明治9年茨城県へ貸与 同年返納同11年鹿児島県へ貸与
- 濱名　　黒鹿毛牡　水沢県へ貸与後宮城県へ引継　毛色性別は、ラーボー・バチアンに一致はする。
- 三島　　栗毛　牡　濱名と同断現今宮城県畜養　　毛色性別は、マローフ・ナレノムメに一致はする。

浜名、三島は愛鷹牧と沼津兵学寮があった静岡県に同じ地名があるが関係は不明。前述、1872年の公文書館資料と頭数は一致、性別は異なる。
玉ノ尾　星栗毛牡　250円 濱名と同断明治9年4月死亡、干城　鹿毛　牡　明治8年170円、両馬とも購入金額が記されている点で、本稿の馬には該当しない。
『鹿児島県畜産史中巻』の抜粋を変えて示す。
- 無双　　　アラブ　鹿毛　11年陸軍省より借受　産出の牡馬頭数として、明治13、14年に計14頭とあり、牡である事も判る。
- 第二吾妻　洋種　　牝栗毛星　4才　三里塚産　15年1月農務省より借受

『宮崎鹿児島両県産馬調査報告 [本編]』に同様の記載がある。第二吾妻は一回雑種3才14年12月貸下死亡不詳とある。また、文久年間、ナポレオン三世から贈られた馬若干が明治初年に鹿児島県に牽入れられたとある。
『宮城県産馬要覧』の関係が示唆される馬を示す。
- 水澤青、明治4年頃、十六七歳、五尺二寸　アラヒヤ種ナラン
- 錦野　鹿　明治16年　父キンロツク　母水澤青　同県最初の生産洋種々牡馬　明治30年死

台帳が頗る不完全とあるが、種類アラブ、産地アラビヤとある牡馬を示す。
- 浜岩　鹿　明治 8年10歳　軍馬局より貸下または下付　明治8年受入
- 三島　鹿　明治11年12歳　軍馬局より貸下または下付　明治8年受入

- 松方　芦　明治5年17歳　勧農局より下付
- 勧農　鹿　明治5年12歳　受入約5年で死、勧農局より下付、チチアラビヤと俗称、ナポレオン三世の我皇室に献上馬の仔なりと云う。

勧農の年齢と噂は後述の文久説に従った場合に両立する。『栗原郡誌』には、明治2年、藩において洋種牡馬一頭を下付、雑種二頭を得、うち一頭が明治6年宮内省に買い上げられた櫻黛号、而も該洋種馬はナポレオン三世の旧幕府に贈ったアラビヤ馬と称したものだろうとの説があるとの記述がある。
- モサルク　青　明治11年7歳　産地等不詳　軍馬局獣医師アンゴ―の持馬なりしと云う種付供用せざるものの如し、の本稿の馬との関係は不明。

玉ノ尾　栗　明治8年8歳　勧農局より下付　明治8年受入、干城　鹿　明治11年10歳　軍馬局より貸下または下付、前述のように本稿の馬に該当しない。
明治40年の『産馬大鑑』に、仙台近くの玉造に、幕末にナポレオン三世が寄贈した亜剌伯の仔で、勧農局所管東京四谷試験場で産出し、かつて東本願寺が所有したともされ、目賀田雅周の尽力で仙台産牛馬組合に寄贈された亜剌伯牡の記述がある。長生きしたため勧農ではない。目賀田雅周は宮内省御厩課の馭者でもあり、可能性に過ぎないが、小松宮との関係が示唆される。

### 富士越
『取調書』には、亜喇比亜より開拓使管理局及北海道庁購入として、
- 明治元年 牡栗毛 富士越

の記載もある。村上要信『日本馬匹改良策』に、明治元年は2年の誤りかとあるが、いずれも、開拓使の発足前である。同書では富士越は栗毛、「ぼば」とカナをふった牝馬とある。前述『７０年の歩み』によれば、明治元年は富士越を函館大経が引取った年であり、毛色・性別も一致する。流星栗毛の牡は糟栗毛流星とあるムーソーである。
前述の通り、富士越は明治8年から恵庭市にあった牧場で種馬になったとされる。同馬と断定できないが、『新冠御料牧場沿革誌』に、明治8年七重試験場より洋種牡馬富士越号を札幌に移し、新冠御料牧場より移した牝馬に配したとある。
『馬匹血統登録書 第6巻』の、ハセパークにつながる富士越は第二富士越の母馬で、血縁関係は否定できないが別馬である。『北海道遊覧案内』の、牝 第二富士越号 函館区海岸町、『官報1911年09月16日』の第二富士越 内国産「サラブレット」牝 43年生 函館区海岸町照井市耶と一致する。

### 巴里
村上要信は、イロンデールは巴里と名づけられ、1877年（明治10年）頃、下総御料牧場の前身で村上の兼務先の下総種畜場、後に駒場農学校、さらに、上野の博物館での飼育を見た事、この牝馬は子を全く産まなかった事を記している。1887年原稿1909年の廣澤安任（談）『奥隅馬誌』に、子孫を残した馬もいるらしいが騒擾で散亡し功を奏しなかった事、下総種苗場で残馬を見た事、1886年（明治19年）の『時事新報』に生存するのは29歳のハリー号だけで駒場農学校にいる事等がある。『三四郎』に、漱石の学生時分でもある野々宮君の先生が学生だった時分、「馬の先生」が、構内で飼っていたナポレオン三世時代の白い老馬を売ったという話がある。「まさかナポレオン三世時代でもなかろう」とあり、漱石がどこまで信じていたか不明である。
澤護は、1892年（明治25年）エルグエタガ生存の新聞記事を紹介、毛色以外の特徴も、『取調書』と一致する。ほか、上野動物園でのナポレオン三世から贈（送）られた馬の生存の話が、1888年前掲『取調書』、1893年（明治26年）、子供向けの学齢舎『教育動物園』にあり、当時、広く知られていた事が示唆される。『馬学外貌学講義 下巻』には、安政の頃、アラビア馬（実はアルジェリア産馬）が寄贈され、1894年（明治27年）1月、巴里号死亡とある。巴里が不妊のため明治24年5月、動物園に移管の事等、来日時期以外の記述は詳細である。不妊とする理由は『無用の書 子の巻』に記されている。

## 内訳
『取調書』記載の馬について、順に、原文の番号、アラビア名、フランス名、特徴、幹（体高）、原文作成時点での年齢を記す。推定できるアラビア語名は、アラビア語での編集が困難で、原文がアルファベットと考えられるため、アルファベットで表記する。○は『取調書』の表記と同じである。
牡
- 1.エルグエトランヌ、グードロー　星青毛左前肢甲冠差小毛アリ　　　　　　　　　　　　　　　　　　1.45　6

　　フランス語Erg étrenneは（砂丘）砂漠の贈り物の意、Ergはアラビア語からの外来語
- 2.カミル、コンプレー　　　　　　眞黒毛ニシテ不規則ノ星アリ　　　　　　　　　　　　　　　　　　1.47　5

　　Kamilは完全を意味するアラビア語の男性名 フランス語Completは完全の意
- 3.メフソー、ユーロー　　　　　　鹿毛（脊毛変色）右後肢白　　　　　　　　　　　　　　　　　　　1.44　5
- 4.アムラン、○　　　　　　　　　糟栗毛（斑点アリテ脊毛変色）　　　　　　　　　　　　　　　　　1.42　5
- 5.ソー、ホルチユネー　　　　　　星鹿毛　　　　　　　　　　　　　　　　　　　　　　　　　　　　1.42　7

　　Fortunatフランスの男性名
- 6.マローフ、ナレノムメ　　　　　栗毛シャク形星四肢白（普通？スル白ヨリ部分多シ膝上ニ至ル）　　1.46　7
- 7.アジー、ペンソー　　　　　　　糟栗毛左側？変色アリ右耳破　　　　　　　　　　　　　　　　　　1.43　7
- 8.ムーバレック、ベニー　　　　　星栗毛四膝ニ白ノ差毛アリ　　　　　　　　　　　　　　　　　　　1.46　7

　　Mubarakムバラクはアラビア語の男性名
- 9.ムーソー、ヴエクトリエ　　　　糟栗毛流星両鼻孔間ニ至ル　　　　　　　　　　　　　　　　　　　1.46　5

　　Victoireヴィクトワールはフランス語の女性名。性別と栗毛流星の特徴は富士越に一致。
- 10.ラキブ、エレガン 　　　　　　紅梅栗毛前肢及左後肢白　　　　　　　　　　　　　　　　　　　　1.66　7

　　フランス語Elegantは優美の意味
- 11.ラーボー、バチアン 　　　　　黒鹿毛シャク形星後肢及左前肢白　　　　　　　　　　　　　　　　1.42　5

牝　＊は出立前の交尾を示す。
- 1.レーラ、ラヌウイ　　　　　　　黒毛流星両鼻孔ノ間ニ達ス左前肢ニ規則正シキ白アリ左後肢白両耳破1.46　5

　　レイラLeila, Leyla等は「夜」由来のアラビア語・英語等の女性名。
- 2.ヤクータ、ピエスプレシーズ　黒毛不規則ノ星両鼻孔間ニ指？アリ右後肢白毛アリ白毛ノ中ニ横ニ黒毛1.42　6
- 3.エルグエタガ、イロンデール　　黒毛流星両鼻孔間に達し右後肢に葦毛　　　　　　　　　　　　　　1.42　7　＊

　　フランス語Erg etagaは文語的な表現で（砂丘）砂漠（の地）Ergはアラビア語からの外来語

　　Hirondelleはツバメ　巴里、1894年死亡
- 4.ミニバヤ、ベルプリンセス　　　薄黒毛　　　　　　　　　　　　　　　　　　　　　　　　　　　　1.42　7
- 5.フエザラ、ゴゼル　　　　　　　星栗毛両鼻孔ノ間少許ノ点アリ後肢白右前肢ニ痕跡アリ　　　　　　1.46　6
- 6.アンマンス、クロンプ　　　　　栗毛流星左前肢白右膝の上に肢白毛あり　　　　　　　　　　　　　1.43　4　＊
- 7.アテフア、アケツト　　　　　　星栗毛（ヤヤ流レ）後肢白　　　　　　　　　　　　　　　　　　　1.42　6

　　生年以外、毛色体高性別は若紫とほぼ一致。
- 8.モルヂアナ、コレイユ　　　　　流星薄栗毛前肢白毛アリ　　　　　　　　　　　　　　　　　　　　1.42　6

　　Morgianaはアリババと40人の盗賊にもあるアラビア語の女性名
- 9.ヤミナ、ベンヂアミンヌ　　　　流星栗毛左後肢及右前肢白　　　　　　　　　　　　　　　　　　　1.42　7

　　Benjaminバンジャマンは聖書のベニヤミン由来のフランス語の男性名
- 10.エルアロツサ、ラブユヤンセー 鹿毛流星両鼻孔ノ間ニ達ス右後肢白ニシテ黒毛ヲ横ニ交ユ　　　　　1.43　5
- 11.ダラダ、ソッピード 　　　　　黒鹿毛後肢ニ点黒アリ　　　　　　　　　　　　　　　　　　　　　1.47　5
- 12.ナアーマ、ヲートリッシュ 　　鹿毛流星（鼻ノ上ニ止ル）四肢ニ深ク白毛アリ　　　　　　　　　　1.46　4

　　NaamatまたはNa'amat、Autrucheはともにダチョウの意。性別、毛色が老松に一致。
- 13.ファトマ、○ 　　　　　　　　鹿毛流星両鼻孔の間に至る左後肢白　　　　　　　　　　　　　　　1.45　6　＊

　　Fatumaはアラビア語圏の女性名。
- 14.空欄、空欄　　　　　　　　　 泥蘆毛　　　　　　　　　　　　　　　　　　　　　　　　　　　　1.47　4
- 15.空欄、空欄　　　　　　　　　 蘆毛　　　　　　　　　　　　　　　　　　　　　　　　　　　　　1.47　4

　　毛色が高砂に一致する唯一の馬。

### 到着後の記録
「才」を付した通し番号様の数字のある日本での馬の内訳中の毛色を、番号順に示す。牡の七才は二頭、八才はない。参考として、毛色後の／後に、前掲「内訳」表の、同番号の馬の毛色を示す。毛色がよく一致する馬には◎、似た馬には〇、異なる馬には×を記す。牡の＊の馬、七の一頭が江戸城献上の馬である。
牡　一才青星／青星◎　二才青星／眞黒〇　三才鹿毛星／鹿毛〇　＊四才鹿毛／糟栗毛×　五才栗毛／星鹿毛×　六才栗毛／栗毛◎　七才栗毛／糟栗毛〇　七才栗毛／星栗毛〇　＊九才栗毛／糟栗毛〇　十才栗毛／紅梅栗毛〇　十一才栗毛／黒鹿毛×
牝　一才青星／黒毛〇　二才青星／黒毛〇　三才青星／黒毛〇　四才青／薄黒毛〇　五才栗毛／星栗毛〇　六才栗毛／栗毛◎　七才栃栗毛／星栗毛〇　八才栗毛／流星薄栗毛〇　九才栗毛／流星栗毛〇　十才鹿毛／鹿毛◎　十一才河原毛／黒鹿毛×　十二才鹿毛／鹿毛◎　十三才鹿毛／鹿毛◎　十四才黒鹿毛／泥葦毛×　十五才芦毛／葦毛◎
栗毛が多く、表現も単純であるが、両番号の毛色が類似する馬が過半を占める。理由は不明である。河原毛は泥葦毛とほぼ同じ表現である。

## 時期
馬の到着時期については、文久・慶応の両説があるため、前述の内容と重複するが、両説の根拠を併記する。
1861〜1864年が文久、1864〜1865年が元治、1865〜1868年が慶応だが、いずれも年の途中に改元され、また、太陽暦・太陰暦、馬齢の数え方のずれにも注意が必要である。

### 文久説
『取調書』の書付には1860年とある。26頭の馬の名前・特徴がそれぞれ記され、農商務省の文書であり、信憑性は高い。明確な根拠がない限り否定しがたい。後に、1866年を1860年と誤った可能性は否定し難いが、当時の日本人が慶応を文久と誤る可能性はない。日本着は翌1861年（文久元年）となる。実際に馬を見た村上要信は前掲書に書付の写しを掲載し、1860年に我が萬延元年と注釈をつけている。
廣澤が触れた、ハリー号が明治19年（1886年）に29歳とする新聞記事は、現在、馬の生年月日が不明のため、『取調書』の書付と照合した場合、三通りの考え方ができる。書付と新聞記事の年齢を満年齢とし、イロンデールが7歳のうちに日本着とすると、29歳はその22年後のため、1864年（文久4年）日本着である。残り二通りは慶応の節に記す。
『下総御料牧場要覧』に文久年間に輸入、『畜産要務彙集』では蚕種数万枚に対する返礼として文久年間に来たとしている。
今井吉平の記述は、第二次長州征伐前の時期の将軍の権威に関する認識の欠如を示す一方で、大正初期には馬が文久期に来たと信じられていた事を示す。
今井幹夫は蚕卵紙が文久元年と慶応元年の2回にわたって送られ、馬は文久年間に来たとしている。
前掲、松戸市資料によれば、実際に慶喜が乗った馬は、ロッシュ献上のため、先に日本に来ていた馬である。

### 慶応説
廣澤安任は、慶応2年末〜慶応3年末（太陽暦1867年1月〜1968年1月）在職の慶喜公の時に来たと記している。会津藩士であった廣澤が将軍の在職期間を間違える可能性は低い。
廣澤が触れた新聞記事は、日本での年齢を数えとするか満年齢とするかでさらに二通りの考え方ができる。書付の7歳を、日本人が当時の習慣に従い、数えの8歳とした場合、日本着は数えの9歳、数え29歳はその20年後のため、日本着は1866年（慶応2年）、新聞の29歳を満年齢とすると、8歳、1865年（元治元年・慶応元年）日本着になる。
『東葛飾郡誌』の記述は、鎌ヶ谷の牧士の末裔で貴族院議員でもあった三橋彌による明治39年の新聞記事を掲載したもので、少なくとも小金牧へ来たのは慶応年間である。
慶応2年2月25日作成とされる『亜剌比亜馬横浜表江牽移候義ニ付申上候書付』は内容未公開で、アラビア馬到着の前か後か不明だが、国内から横浜にアラビア馬を移送する可能性は極めて低い。
慶応2年12月29日「仏国帝へ製鉄器械語学伝習大砲寄贈三兵伝習留学生委託「アラヒヤ」馬種ヲ伝ウル等ノ数件ヲ陳謝ノ国書」とする資料が残る。
今泉六郎は前掲書中で慶應3年秋に贈られたと記している。旧暦での秋は7〜9月である。
カズヌーブがブリュネと行動を共にする等、軍事顧問団の一員とする資料、カズヌーブと馬を結びつける資料は多い。輸送の手間を考慮すると、馬は、1867年1月（慶応2年12月）の軍事顧問団より後の到着である。今井吉平自身、「カズヌーフ」が「附添来れり」と記しているが、イロンデールをアイヨンデールと記し、書付原文を見た可能性は低い。
クリスチャン・ポラックは蚕卵紙の発送を1865年11月とし、澤護の説を裏付けている。

## 子孫
高砂・吾妻の血統は、21世紀まで続き、セカイライフ以降のサラブレッドにミトコンドリアも引継がれた。血統のクロス（交差）がなければ、引継がれる遺伝子量は世代ごとに半減するが、四ッ谷、雉子橋、武蔵野、第二四ッ谷の子孫も、高砂・吾妻の子孫と合流、21世紀まで続いた例もある。
1926年以降の、帝国競馬協会、日本競馬協会『馬匹血統登録書』（以下、巻数のみ）の関連する馬に関し、『13巻』までと『18巻』の甲種登録、間の巻の主な馬、登録番号を示す。登録番号前のアングロアラブ種等を示す「は」、準サラ等種別表記は略す。「に」は雑種「乙種登録」を示す。『2巻』のアングロアラブ種の登録番号は、30〜152で、高砂の血統は約1/4を占める。『3巻』以降、各巻の該当する登録番号末尾は『10巻』まで、292、400、468、551、630、763、940、1056、『14巻』まで、1146、1231、1321、1603、『18巻』まで、1781、1957、2087、2259、番号で出典を、→で改名を示す。牡は牡または誤読回避のため♂と記す。ツとッの区別等がない事も多い。第一に明確な血統、次に牝系を優先して示す。『18巻』以降は日本軽種馬協会検索システムJBIS等、明示できる原典を用い、基準を満たさない可能性のある個人サイト等は直接リンクせず、推定による場合と他記事依存の場合は明示する。戦後は系統中の主な馬を示す。

### 高砂－吾妻の子孫
高砂 芦毛 1862年頃、明治19年廿六七歳余「仏蘭西サラブレッド種」
｜吾妻 明治3年、同19年17歳星栗毛 同29年1月31日死「仏蘭西サラブレッド種」
｜｜玉川♂ 明治11年 父武蔵武蔵は後掲の武蔵野と品種の記述に一致がない。
｜｜第二吾妻 明治12年？
｜｜第三吾妻 明治16年2月19日 父クジャク
｜｜｜初妻 明治23年 父芙蓉
｜｜｜｜第四ガイヨル♂ 明治27年
｜｜｜神代♂ 明治25年 父第三スイロン
｜｜｜第九フラミンゴウ♂ 明治27年
｜｜｜第二玉ノ尾♂ 明治29年
｜｜｜平虎♂明治31年父第二モンマース
｜｜第四吾妻 明治17年3月7日 父ローストン 1/2
｜｜｜新櫻♂ 明治22年 父第二モンマース
｜｜｜｜92パレード←盛美明治32年父ミグノン『登録書』では第四パレード
｜｜｜｜｜チヤペル♂ 大正14年5歳帝室御賞典
｜｜｜｜｜107博寶
｜｜｜｜｜126第六チャペル・ブラムプトン♂競馬名チヤペル大正15年
｜｜｜｜｜｜1464クインシゲル 以下第八パンジーの系統に記述
｜｜｜｜｜ダークメード 帝室御賞典 Dark Maid併記大正14年9歳死内国産馬連合
｜｜｜｜｜｜38バーメードBar Maid併記
｜｜｜｜｜373賢駿♂
｜｜｜｜｜541天壽
｜｜｜｜｜｜905光壽♂
｜｜｜｜｜｜1011萬壽
｜｜｜｜｜｜1112明壽
｜｜｜｜｜｜1209秀壽
｜｜｜｜｜｜1544成壽
｜｜｜｜｜｜｜2122崇壽
｜｜｜｜｜1865松高
｜｜｜｜｜｜2191松若
｜｜｜｜｜507タカオ前名オードビス オートビス表記も
｜｜｜｜｜｜1477オートビス
｜｜｜｜｜543英壽♂
｜｜｜｜722第八拾壱ブラマンデー♂競馬名コナミ
｜｜｜｜｜1083ダテコナミ♂
｜｜｜第二キングリチャーヅ♂明治23年父キングリチャーヅ
｜｜｜プリムローズ←春妻明治24年父ユスーフ
｜｜｜｜第五ガイヨル♂明治28年母表記は春妻
｜｜｜｜第二春妻明治29年母表記は春妻
｜｜｜｜第四プリムローズ
｜｜｜｜｜ダイヤ♂大正14年8歳
｜｜｜｜｜93アブランテス
｜｜｜｜｜｜105華葉前名華欧
｜｜｜｜｜｜｜609岩葉
｜｜｜｜｜｜｜890月葉
｜｜｜｜｜｜｜2155月康♂
｜｜｜｜｜｜｜517朝葉♂
｜｜｜｜｜｜｜673雪葉♂
｜｜｜｜｜｜｜1993勝葉♂
｜｜｜｜｜｜｜997波葉
｜｜｜｜｜｜｜1077葉田♂
｜｜｜｜｜｜｜1200葉元♂
｜｜｜｜｜｜｜1423葉月
｜｜｜｜｜｜284昭金
｜｜｜｜｜｜｜712玄銀♂
｜｜｜｜｜｜｜903光銀♂
｜｜｜｜｜｜｜1018萬金
｜｜｜｜｜｜｜2118崇銀
｜｜｜｜｜｜｜1110明銀
｜｜｜｜｜｜｜｜2121崇金♂
｜｜｜｜｜｜540天保
｜｜｜｜｜｜｜1211秀保
｜｜｜｜｜｜｜2119崇保♂
｜｜｜｜｜｜371賢金♂
｜｜｜｜｜｜630伯金
｜｜｜｜｜ケーアフル
｜｜｜｜｜｜110博喜
｜｜｜アダリア
｜｜｜｜ダリア ダリマの表記も
｜｜｜｜｜766ヤングダリヤ♂ 689ダリアの仔の記載も
｜｜｜｜｜689ハクタマ
｜｜｜｜｜マスダリア
｜｜｜｜｜｜1440セイキ♂
｜｜｜勝華 明治28年 父ガイヨル
｜｜｜第十ガイヨル♂明治29年
｜｜第五吾妻→第五チューリップ明治18年父モンマース
｜｜｜新笛明治22年→ミュージック 父第三ローストン
｜｜｜｜第二ミュージック明治27年←第二新笛父フラミンゴウ
｜｜｜｜｜バソープ 父第四ユスーフの母は吾妻
｜｜｜｜｜｜イゾノ
｜｜｜｜｜｜35第参バソープ
｜｜｜｜｜｜｜チャーム
｜｜｜｜｜｜｜｜129ウイン
｜｜｜｜｜｜｜｜｜401昭駿
｜｜｜｜｜｜｜｜｜1387暁駿
｜｜｜｜｜｜｜｜｜｜2002雪眞
｜｜｜｜｜｜｜｜｜｜｜十九雪
｜｜｜｜｜｜｜｜｜｜｜｜クインシユース
｜｜｜｜｜｜｜｜｜｜｜｜｜シーメンス
｜｜｜｜｜｜｜｜｜｜｜｜｜｜タカラヒメ
｜｜｜｜｜｜｜｜｜｜｜｜｜｜｜セカイライフ サラブレッド
｜｜｜｜｜｜｜｜｜｜｜｜｜｜｜｜セカイファミリー サラブレッド
｜｜｜｜｜｜｜｜｜｜｜｜｜｜｜｜｜イワミファミリー1999年 サラブレッド
｜｜｜｜｜｜｜｜｜｜｜｜｜｜｜｜｜マッキーワールド♂2001年 サラブレッド
｜｜｜｜｜｜｜｜｜｜｜｜｜｜｜｜｜トウカイオーヒ2002年 サラブレッド 父トウカイテイオー
｜｜｜｜｜｜｜｜｜｜｜｜｜｜｜｜｜｜ハドソンホーク♂2006年 サラブレッド 高砂のmtDNA
｜｜｜｜｜｜｜｜｜｜｜｜｜｜｜｜｜ワコーパラドックス♂2007年 サラブレッド 高砂のmtDNA
｜｜｜｜｜｜｜｜｜｜｜｜セカイオー♂
｜｜｜｜｜｜｜｜｜｜｜｜｜セカイベル
｜｜｜｜｜｜｜｜｜｜｜｜｜｜セカイクイン
｜｜｜｜｜｜｜｜｜｜｜｜｜｜｜カツラギセンプー♂
｜｜｜｜｜｜｜｜｜｜｜｜｜｜｜｜フレッシュデビュー
｜｜｜｜｜｜｜｜｜｜｜｜｜｜｜｜｜キタノエメラルド
｜｜｜｜｜｜｜｜｜｜｜｜｜｜｜｜｜｜イケノエメラルド父コノミテイオー
｜｜｜｜｜｜｜｜｜｜｜｜｜｜｜｜｜｜｜ゴーディー♂2008年
｜｜｜｜｜｜｜｜｜｜｜｜｜｜｜｜｜｜｜イケノコスモス♂2015年
｜｜｜｜｜｜｜｜｜｜｜｜オーヒ
｜｜｜｜｜｜｜｜｜｜｜｜｜ダテモアー
｜｜｜｜｜｜｜｜｜｜｜｜｜｜コーナンルビー
｜｜｜｜｜｜｜｜｜｜｜｜ミスセカイ
｜｜｜｜｜｜｜｜｜｜シロユキ
｜｜｜｜｜｜｜｜｜｜2157永敢
｜｜｜｜｜｜｜｜｜812北慶 競馬名セカイイチ
｜｜｜｜｜｜｜｜｜｜2000雪慶
｜｜｜｜｜｜｜｜｜｜2156永慶
｜｜｜｜｜｜｜｜｜2158永駿
｜｜｜｜｜｜8ホースキング♂
｜｜｜｜｜｜125第五十七ハアリー♂
｜｜｜｜｜｜第二バソープ
｜｜｜｜｜｜｜764オーイチ
｜｜｜｜｜｜｜｜765第二オーイチ
｜｜｜｜｜｜｜｜｜791アイ前名ヤヨイ
｜｜｜｜｜｜｜｜772ミカド
｜｜｜｜｜｜｜｜954第六オーイチ
｜｜｜｜｜ラック←盛笛明治32年父ガズラン
｜｜｜｜｜｜383第三ラック
｜｜｜｜｜｜｜470第四タッチストン♂競馬名インペリアル
｜｜｜｜第十ユスーフ♂明治28年
｜｜｜｜第十三ユスーフ♂明治29年
｜｜｜｜第三ミュージック←第三新笛明治30年 父ユスーフ
｜｜｜｜｜ツレージュア父八声の父の母は四ッ谷
｜｜｜｜｜｜94第四ツレージュア
｜｜｜｜｜｜｜103華麗
｜｜｜｜｜｜｜｜440龍禮
｜｜｜｜｜｜｜｜｜1729武禮♂
｜｜｜｜｜｜｜｜｜2132崇禮
｜｜｜｜｜｜｜｜542天慶
｜｜｜｜｜｜｜｜｜明宜
｜｜｜｜｜｜｜｜｜｜トキノコエ♂
｜｜｜｜｜｜｜｜｜｜｜ミスホマレ
｜｜｜｜｜｜｜｜｜｜｜｜ミスホマレの５ 1984年半血種
｜｜｜｜｜｜｜｜｜1010萬宜（万宜）
｜｜｜｜｜｜｜｜｜｜1725武改♂
｜｜｜｜｜｜｜｜｜｜2131崇剛
｜｜｜｜｜｜｜｜｜｜梅剛
｜｜｜｜｜｜｜｜｜｜｜トキノニーファン
｜｜｜｜｜｜｜｜｜｜｜｜サングレースアンナ1994年
｜｜｜｜｜｜｜｜｜｜｜キミヒカリ1953年
｜｜｜｜｜｜｜｜｜｜｜｜ダイハチチカラ♂
｜｜｜｜｜｜｜｜｜｜｜｜｜タケカオル
｜｜｜｜｜｜｜｜｜｜｜｜｜｜スマルオリーブ
｜｜｜｜｜｜｜｜｜｜｜｜｜｜｜ファストオリーブ1997年アングロアラブ
｜｜｜｜｜｜｜｜｜｜｜｜｜｜｜｜ファニーフェース
｜｜｜｜｜｜｜｜｜｜｜｜｜｜｜｜｜フアブール♂2020年日本スポーツホース
｜｜｜｜｜｜｜｜｜｜｜｜｜｜｜｜｜フアニーバニー2024年日本スポーツホース 高砂のmtDNA 吾妻 四ツ谷の子孫
｜｜｜｜｜｜｜｜｜｜｜｜｜｜｜｜マイクオリーブ2021年日本乗系
｜｜｜｜｜｜｜｜｜｜｜テツミ1960年
｜｜｜｜｜｜｜｜｜｜｜｜テツミナナセイ
｜｜｜｜｜｜｜｜｜｜｜｜｜スズカカジン
｜｜｜｜｜｜｜｜｜｜｜｜｜｜デイジータイヨウ
｜｜｜｜｜｜｜｜｜｜｜｜｜｜｜サンライトアトム♂ 2000年
｜｜｜｜｜｜｜｜｜｜｜ハマノオー♂ 1954年
｜｜｜｜｜｜｜｜｜｜｜｜ミスハマノオー1963年同名馬あり
｜｜｜｜｜｜｜｜｜｜｜｜｜センジュホルテ
｜｜｜｜｜｜｜｜｜｜｜｜｜｜ピアホルテ
｜｜｜｜｜｜｜｜｜｜｜｜｜｜｜エイケイボーイ♂2004年
｜｜｜｜｜｜｜｜｜｜｜｜アマヒメ 1964年
｜｜｜｜｜｜｜｜｜｜｜｜｜マルケンダイドウ♂ 1977年以下アキヒロホマレの後に記載
｜｜｜｜｜｜｜｜｜｜｜｜｜ダイドウトップ 1979年
｜｜｜｜｜｜｜｜｜｜｜｜｜｜アメニティクイン
｜｜｜｜｜｜｜｜｜｜｜｜｜｜｜カステッロロアッソ♂ 2009年
｜｜｜｜｜｜｜｜｜｜｜｜アキバヤマ♂
｜｜｜｜｜｜｜｜｜｜｜｜｜センゴクミキ
｜｜｜｜｜｜｜｜｜｜｜｜｜｜ハナヒラコウ以下アキヒロホマレの子の後に記載
｜｜｜｜｜｜｜｜｜｜｜｜ジエスリー♂
｜｜｜｜｜｜｜｜｜｜｜｜｜ハクバクイン
｜｜｜｜｜｜｜｜｜｜｜｜｜｜ハクバジユリー
｜｜｜｜｜｜｜｜｜｜｜｜｜｜｜バクシンオー♂2003年
｜｜｜｜｜｜｜｜｜｜｜｜ベルガモン
｜｜｜｜｜｜｜｜｜｜｜｜｜オギノフブキ
｜｜｜｜｜｜｜｜｜｜｜｜｜｜イイダイドウ
｜｜｜｜｜｜｜｜｜｜｜｜｜｜｜キャメロット 1996年
｜｜｜｜｜｜｜｜｜2133崇宜♂
｜｜｜｜｜｜｜288昭敏♂
｜｜｜｜｜｜｜310ジプシー
｜｜｜｜｜｜｜374賢敏♂
｜｜｜｜｜｜｜437龍仁
｜｜｜｜｜｜｜542天慶
｜｜｜｜｜｜｜544英慶♂
｜｜｜｜｜｜｜989カロル
｜｜｜｜｜｜｜｜553ダテカオル
｜｜｜｜｜｜｜｜1530チェール
｜｜｜｜｜｜｜627伯仁♂
｜｜｜｜｜｜｜1187喜寶
｜｜｜｜｜｜99第五ツレージュア
｜｜｜｜｜｜｜285昭幸♂
｜｜｜｜｜｜｜172賢幸♂
｜｜｜｜｜｜｜435龍相♂
｜｜｜｜｜｜｜710玄幸♂
｜｜｜｜｜｜第六ツレージュア
｜｜｜｜｜｜｜ハスパー
｜｜｜｜｜｜｜｜870岩松
｜｜｜｜｜｜｜｜｜1454タマニシキ 昭和12
｜｜｜｜｜｜｜559チャップ
｜｜｜｜｜｜｜889ツール
｜｜｜｜｜｜762第二甲子
｜｜｜｜｜｜第拾五ミグノン♂明治38
｜｜｜｜｜ケープメード
｜｜｜｜｜｜369雲笛
｜｜｜｜｜｜｜520朝笛♂
｜｜｜｜｜｜｜913笛王♂
｜｜｜｜｜｜476彌生
｜｜｜｜｜アリース
｜｜｜｜｜｜120第七キューバス
｜｜｜｜｜｜第三アリース
｜｜｜｜｜｜｜178フローレンス
｜｜｜｜｜｜｜1331ホイデン 父第三サッパーダンス
｜｜｜｜｜｜第五アリース
｜｜｜｜｜｜｜雲鳥 父第三サッパーダンス
｜｜｜｜｜アルビー
｜｜｜｜｜｜209第二アルビー競馬名チハヤ大正8年
｜｜｜｜｜｜｜834第四アルビー昭和8年
｜｜｜｜｜ボンファイアー
｜｜｜｜｜｜636イサワキ競馬名キヨヒサ
｜｜｜｜第四ミュージック←第四新笛明治33年父ガズラン
｜｜｜｜｜ベラドンナ明治37年
｜｜｜｜｜｜第四ベラドンナ
｜｜｜｜｜｜｜1853瑞盛
｜｜｜｜｜｜｜｜に499月盛1932年
｜｜｜｜｜｜｜｜｜スイテン1947年 記事スイテンと別
｜｜｜｜｜｜｜｜｜ハツピウイン
｜｜｜｜｜｜｜｜｜｜ボーレスクイン
｜｜｜｜｜｜｜｜｜｜｜イナボレス♂
｜｜｜｜｜｜｜｜オーシス♂ 該当記事より
｜｜｜第十一ユスーフ♂明治28年
｜｜｜第十二ユスーフ♂明治29年
｜｜｜バクトン
｜｜｜｜70第二バクトン
｜｜｜｜｜72ミスバクトン
｜｜｜｜｜｜976ミスバクトンノ5
｜｜｜｜｜98ペット
｜｜｜｜｜｜108博香
｜｜｜｜｜｜198山廓♂
｜｜｜｜｜｜389ピュアライン
｜｜｜｜｜｜439龍福
｜｜｜｜｜｜｜714玄福♂
｜｜｜｜｜｜｜1009萬福
｜｜｜｜｜｜｜1206秀福♂
｜｜｜｜｜｜｜2126崇福
｜｜｜｜｜｜546英福
｜｜｜｜｜｜｜1007萬禄♂
｜｜｜｜｜｜｜1111明禄
｜｜｜｜｜｜第三ペット
｜｜｜｜｜｜｜942ミサト
｜｜｜｜｜｜｜943マツイワキ
｜｜｜｜｜アルバート
｜｜｜｜｜｜第二アルバート
｜｜｜｜｜｜｜クモカゼ♂1923〜28年賞金4万円以上受賞馬11頭中の1頭
｜｜｜｜｜｜｜508アルバートキング♂
｜｜｜｜｜｜｜731サツマ
｜｜｜｜｜｜｜ヘンプノール 大正14年5歳
｜｜｜｜｜｜｜｜ラプト
｜｜｜｜｜｜｜｜｜1176麗風
｜｜｜｜｜｜148第三アルバート
｜｜｜ウワイルドローズ←早妻 明治30年 またはウアイルドローズ
｜｜｜｜第二ウワイルドローズ
｜｜｜｜｜375ヱイコウ←マシアル
｜｜｜｜｜｜1089ロールフォード♂
｜｜｜｜｜｜1282ローヤルブランド
｜｜｜｜｜425勝鶴競馬名カチカゲ
｜｜｜プロスペリチー←盛妻明治32年父フォーレストビュー
｜｜｜パンジー←春國明治24年父第五ブラドレー
｜｜｜｜第十フラミンゴウ♂明治28年母表記は春國
｜｜｜｜第二パンジー←第二春國
｜｜｜｜第三パンジー←第三春國明治31年父フラミンゴー
｜｜｜｜第四パンジー
｜｜｜｜｜ピースウイング
｜｜｜｜｜｜136ハアビス
｜｜｜｜｜｜第四ピースウイング 第八吾妻の3代後
｜｜｜｜｜｜｜838次見
｜｜｜｜｜｜｜｜840ソオーヱイ
｜｜｜｜｜｜｜｜1073第六ソーエイ♂
｜｜｜｜｜｜｜871ミツミ
｜｜｜｜｜｜｜900初見
｜｜｜｜｜カランザ
｜｜｜｜｜｜第二カランザ
｜｜｜｜｜｜｜180神錦
｜｜｜｜｜231ウヅキ
｜｜｜｜｜｜1074ライン
｜｜｜｜｜474カプリス ブとプの識別不可
｜｜｜｜｜｜823第七カブリス
｜｜｜｜｜｜1411カプター
｜｜｜｜｜231チバイナー競馬名ウツキ♂
｜｜｜｜｜393シーザー♂
｜｜｜｜｜｜第一安榮 第6吾妻の4代後に記載
｜｜｜｜｜｜987第一コオユウ←玉姫
｜｜｜｜第五パンジー
｜｜｜｜｜ダビツト♂ 母表記は第五パンヂー
｜｜｜｜｜ガーランド
｜｜｜｜｜｜767シンプウ♂
｜｜｜｜｜｜828チチブ♂
｜｜｜｜｜｜1363サイクガーラン
｜｜｜｜第六パンジー
｜｜｜｜｜リウ♂大正14年8歳
｜｜｜｜｜230ダスト
｜｜｜｜｜｜434ワンダストグリオ
｜｜｜｜第七パンジー 明治40年
｜｜｜｜｜クモニシキ大正14年4歳
｜｜｜｜｜95アブリアル明治44年
｜｜｜｜｜｜89夏菊
｜｜｜｜｜｜68第二アブリアル
｜｜｜｜｜｜｜69アブリアル．ノニ♂
｜｜｜｜｜｜｜1255ダイヤフエル
｜｜｜｜｜｜376第三アブリアル
｜｜｜｜｜｜｜367雲鶴
｜｜｜｜｜｜｜｜522朝鶴
｜｜｜｜｜｜｜｜672雪鶴♂
｜｜｜｜｜｜｜｜993波鶴♂
｜｜｜｜｜｜｜｜1098久鶴
｜｜｜｜｜｜｜｜｜トモツル
｜｜｜｜｜｜｜｜｜｜タツトモ♂
｜｜｜｜｜｜｜｜1180鶴重
｜｜｜｜｜｜40第四アブリアル
｜｜｜｜｜｜｜41チヱリー
｜｜｜｜｜｜｜306青嵐
｜｜｜｜｜｜｜｜671ハクラン
｜｜｜｜｜｜｜｜1987金晴
｜｜｜｜｜｜｜｜2093銀晴
｜｜｜｜｜｜｜｜2107ハクイサミ
｜｜｜｜｜｜｜684國富競馬名コクフウ
｜｜｜｜｜｜｜685日進競馬名コクシン
｜｜｜｜｜｜｜686八重雲
｜｜｜｜｜｜｜1294瑞祥
｜｜｜｜｜｜第五アブリアル
｜｜｜｜｜｜｜1986第二アブリ
｜｜｜｜｜｜104華國前名華鶴
｜｜｜｜｜｜｜2097得華♂
｜｜｜｜｜｜｜518朝國♂
｜｜｜｜｜｜｜605岩國♂
｜｜｜｜｜｜｜676雪國
｜｜｜｜｜｜｜893月國♂
｜｜｜｜｜｜｜1076國光♂
｜｜｜｜｜｜｜1101國道♂
｜｜｜｜｜｜｜1425國風
｜｜｜｜｜｜バターカップ
｜｜｜｜｜｜｜第二バターカップ
｜｜｜｜｜｜｜｜451ダイヤカップ
｜｜｜｜｜｜｜第三バターカップ
｜｜｜｜｜｜｜｜557モリザキ←ダーリング
｜｜｜｜｜｜｜ブラントン
｜｜｜｜｜｜｜｜563ブレットン←第二ブラントン
｜｜｜｜｜｜｜｜｜1103千早
｜｜｜｜｜｜｜｜｜｜ステーツヒメ
｜｜｜｜｜｜｜｜｜｜｜ジプシー
｜｜｜｜｜｜｜｜｜｜｜｜ウインクラー
｜｜｜｜｜｜｜｜｜｜｜｜｜オールムソウ父タガミホマレ
｜｜｜｜｜｜｜｜｜｜｜｜｜｜ウインザオール
｜｜｜｜｜｜｜｜｜｜｜｜｜｜｜エスケープハッチ♂2000年
｜｜｜｜｜｜｜｜｜｜｜｜｜｜｜ウインザーグリン2005年
｜｜｜｜｜｜｜｜｜｜｜｜｜｜｜｜ウイニング 2009年ウエストファーレン
｜｜｜｜｜｜｜｜｜｜｜｜｜｜｜｜｜ウェルカム 2015年日本スポーツホース
｜｜｜｜｜｜｜｜｜｜｜｜｜｜｜｜｜｜ウェルカムマイク♂ 2021年日本乗系
｜｜｜｜｜｜｜｜｜｜｜｜｜｜｜｜｜｜トレフルアンジュ 表記にブレ2022年日本乗系
｜｜｜｜｜｜｜｜｜｜｜｜｜｜｜｜｜ウインクハーモニー 2019年日本スポーツホース
｜｜｜｜｜｜｜｜｜｜｜｜｜｜｜｜｜ブルパンサー2023年輓交
｜｜｜｜｜｜｜955第五バターカップ
｜｜｜｜｜｜｜｜917アラシ
｜｜｜｜｜｜｜｜｜916朝風
｜｜｜｜｜｜｜｜｜968初風
｜｜｜｜｜｜｜｜｜1276新彌生
｜｜｜｜｜｜｜｜｜1476清風
｜｜｜｜｜｜｜｜1090アサヒ
｜｜｜｜｜｜602第六アブリアル
｜｜｜｜｜｜｜740クラックセイリュウ
｜｜｜｜｜｜｜793ペリープトン
｜｜｜｜｜233エクラット
｜｜｜｜｜｜1377エベレスト
｜｜｜｜｜1515マツカゼ♂前名ハーモニー
｜｜｜｜｜｜847ツルカゼ
｜｜｜｜｜｜1510若鶴
｜｜｜｜｜雲錦
｜｜｜｜｜｜1671アズマニシキ
｜｜｜｜｜｜｜2091デアーリング
｜｜｜｜｜｜｜｜ハリマオー
｜｜｜｜｜｜｜｜｜ニューハリマオー
｜｜｜｜｜｜｜｜｜｜ニシノローゼン1989年
｜｜｜｜｜961ガスライト
｜｜｜｜第八パンジー
｜｜｜｜｜366種爲前名チャンス
｜｜｜｜｜｜64山照♂
｜｜｜｜｜｜524朝爲
｜｜｜｜｜｜｜1424爲盛
｜｜｜｜｜｜｜2098爲昭
｜｜｜｜｜｜671雪爲♂
｜｜｜｜｜｜770第弐チヤンス
｜｜｜｜｜｜｜第二チヤンスノ四
｜｜｜｜｜｜｜｜1166タマチヤンス
｜｜｜｜｜｜｜1404第二チヤンスノ五
｜｜｜｜｜｜｜｜1443昭チヤンス♂
｜｜｜｜｜｜896月爲
｜｜｜｜｜｜909爲秀
｜｜｜｜｜｜1995爲勝
｜｜｜｜｜｜1203爲浪
｜｜｜｜｜837ヘロイン
｜｜｜｜｜｜776第二ヘロイン
｜｜｜｜｜｜｜1262第二ヘロインノ一
｜｜｜｜｜｜835第八ヘロイン
｜｜｜｜｜｜1269第九ヘロイン♂
｜｜｜｜｜｜836西風
｜｜｜｜｜｜｜1283錦風 前名東風
｜｜｜｜｜エンブレーム エムブレームの表記も
｜｜｜｜｜｜771第一エンブレーム
｜｜｜｜｜｜1169優越前名ブレーム
｜｜｜｜｜｜｜1464クインシゲル 父第六チャペルブラムプトン
｜｜｜｜｜｜2225第五ブレーム
｜｜｜初月明治22年父蘭
｜｜｜第三キングリチャーヅ♂明治25年
｜｜｜第六ユスーフ♂明治27年
｜｜第六吾妻→プリンセス明治19年 Princess表記も
｜｜｜第七吾妻明治31年
｜｜｜｜ラフレシュー
｜｜｜｜｜831レデーラフレシュー♂
｜｜｜｜｜2114第四ラフレシュー
｜｜｜長春
｜｜｜｜466第五長春
｜｜｜｜｜467第八長春
｜｜｜クラウドレツス
｜｜｜｜クラウドレツスピー クラウドレスビー表記も
｜｜｜｜｜紅
｜｜｜｜｜｜727金静
｜｜｜｜｜｜｜786金筋♂
｜｜｜｜｜｜｜919ケイキン♂
｜｜｜｜｜｜｜1015ケイ静
｜｜｜｜｜｜｜1253芳静
｜｜｜｜｜｜｜｜オミナヘシ
｜｜｜｜｜｜｜｜｜ツキクモ
｜｜｜｜｜｜｜｜｜｜ヤシマツルギ
｜｜｜｜｜｜｜｜｜｜｜ミスダイリン父タガミホマレ
｜｜｜｜｜｜｜｜｜｜｜｜カネヤマアルプス
｜｜｜｜｜｜｜｜｜｜｜｜｜ディアルレーブ
｜｜｜｜｜｜｜｜｜｜｜｜｜｜ザラストアラビアン騸馬（去勢）2005年生アングロアラブ参照
｜｜｜｜｜｜｜｜｜｜｜｜｜｜サランバード♂2006年
｜｜｜｜｜｜｜｜｜｜｜｜カネヤマロマン
｜｜｜｜｜｜｜｜｜｜｜｜｜マルチジャガー
｜｜｜｜｜｜｜1319ケイ勇♂
｜｜｜｜｜｜733日向
｜｜｜｜1264カスミ
｜｜｜｜｜1265安榮
｜｜｜｜｜｜1604第一安榮 父シーザーは第五吾妻の3代後 所有者は谷川福太郎
｜｜｜｜｜｜｜第三谷川 
｜｜｜｜｜｜｜｜バイオレット
｜｜｜｜｜｜｜｜｜タガミホマレ♂1962年
｜｜｜｜｜｜｜｜｜｜タイムライン♂1969年
｜｜｜｜｜｜｜｜｜｜｜エリモミサキ♂1976年
｜｜｜｜｜｜｜｜｜｜｜｜ミズホニッポン1987年
｜｜｜｜｜｜｜｜｜｜｜フユノフレーム1977年
｜｜｜｜｜｜｜｜｜｜｜｜ハチノルビー1990年
｜｜｜｜｜｜｜｜｜｜｜｜｜天月姫2011年輓交
｜｜｜｜｜｜｜｜｜｜｜ビクトリアータイム1978年
｜｜｜｜｜｜｜｜｜｜｜｜アキヒロホマレ♂1985年父マルケンダイドウの母の父はハマノオー
｜｜｜｜｜｜｜｜｜｜｜｜｜キタヒラコウ2004年母ハナヒラコウの母の父の父もハマノオー
｜｜｜｜｜｜｜｜｜｜｜｜｜｜キタミキ2017年
｜｜｜｜｜｜｜｜｜｜｜ヒラリーニセイ
｜｜｜｜｜｜｜｜｜｜｜｜フィニッシュライン♂
｜｜｜｜｜｜｜｜｜｜｜｜｜パルセフィニッシュ
｜｜｜｜｜｜｜｜｜｜｜｜｜｜イケノスリリング 2004年
｜｜｜｜｜｜｜｜｜｜｜ローゼンホーマ♂
｜｜｜｜｜｜｜｜｜｜｜｜イエローホーマー♂
｜｜｜｜｜｜｜｜｜｜｜ヤマイチアカネ1990年
｜｜｜｜｜｜｜｜｜｜｜｜コウザンハヤヒデ♂1997年
｜｜｜｜｜｜｜｜｜｜｜｜｜フジノコウザン♂2003年
｜｜｜｜｜｜｜｜｜｜ロニアン
｜｜｜｜｜｜｜｜｜｜｜マツガミクイン
｜｜｜｜｜｜｜｜｜｜｜｜シゲルホームラン♂
｜｜｜｜｜｜｜｜｜｜シナノリンボー♂1975年
｜｜｜｜｜｜｜｜｜｜｜トチノミネフジ♂
｜｜｜｜｜｜｜｜｜｜｜｜ピカイチ
｜｜｜｜｜｜｜｜｜｜｜｜｜イケノセブマイン
｜｜｜｜｜｜｜｜｜｜｜｜｜｜シュクマイ♂2011年父フジナミカイドウ
｜｜｜｜｜｜｜｜｜｜｜｜｜｜ナツマイ2019年
｜｜｜｜｜｜｜｜｜｜｜ホマレダナー
｜｜｜｜｜｜｜｜｜｜｜｜アサヒリイダー
｜｜｜｜｜｜｜｜｜｜｜｜｜スズノキャスター
｜｜｜｜｜｜｜｜｜｜｜ホーエイフアスト1984年
｜｜｜｜｜｜｜｜｜｜｜カヅミネオン♂
｜｜｜｜｜｜｜｜｜｜｜｜ラピッドリーラン母の母の父はタイムライン
｜｜｜｜｜｜｜｜｜｜｜｜｜クーヨシン 2009年
｜｜｜｜｜｜｜｜｜｜｜｜｜｜ヨシンマックス2019年
｜｜｜｜｜｜｜｜｜｜｜｜｜｜シュヴィル♂2020年
｜｜｜｜｜｜｜｜｜｜エイランカイキョウ
｜｜｜｜｜｜｜｜｜｜｜エイランスイエイ
｜｜｜｜｜｜｜｜｜｜｜｜スイグン♂父の母の父はタガミホマレ
｜｜｜｜｜｜｜｜｜｜ミスダイリン 母ヤシマツルギの母の母の母は芳静
｜｜｜｜｜｜｜｜｜｜ミスアキフジ1975年
｜｜｜｜｜｜｜｜｜｜｜ホーエイヒロボーイ♂ 1985年
｜｜｜｜｜｜｜｜｜｜｜｜フジナミカイドウ♂ 2001年 宮内庁御料牧場
｜｜｜｜｜｜｜｜｜｜｜｜｜血統登録♂ 2021年 芦毛 一時血統登録のみ 宮内庁御料牧場
｜｜｜｜｜｜｜｜｜｜｜｜｜血統登録♂ 2021年 栗毛 一時血統登録のみ 宮内庁御料牧場
｜｜｜｜｜｜｜｜｜｜アスキツトタガミ 1975年
｜｜｜｜｜｜｜｜｜｜｜ツギタテトウザイ 1980年
｜｜｜｜｜｜｜｜｜｜｜｜ミスターホンマル♂ 1989年
｜｜｜｜｜｜｜｜｜｜エビタカラ♂1976年
｜｜｜｜｜｜｜｜｜｜｜ザパルテノス1981年
｜｜｜｜｜｜｜｜｜｜アマノユカリ1984年
｜｜｜｜｜｜｜｜｜｜｜コノミテイオー♂1991年
｜｜｜｜｜｜｜｜｜｜キタノテイセン
｜｜｜｜｜｜｜｜｜｜｜トーエイシマユウ
｜｜｜｜｜｜｜｜｜｜｜｜シズトモ
｜｜｜｜｜｜｜｜｜｜｜｜｜友智（トモトモ）2023年日本スポーツホース 宮内庁御料牧場
｜｜｜｜｜1266浦島 父の母は第四パンジー
｜｜｜ホープフル
｜｜｜｜36第三ホープフル
｜｜｜｜｜484トカチプリンセス前名プリンセス
｜｜｜｜482第四ホープフル
｜｜第七吾妻→第七チューリップ明治20年父第二モンマース第六吾妻の仔が同名
｜｜｜ハッピネス
｜｜｜｜ハナゾノ←スイウン大正14年9歳
｜｜｜｜ホープ大正14年5歳
｜｜｜｜71第四ハッピネス
｜｜｜｜｜410アルフォンゾー
｜｜｜｜｜｜737第二ヂョジ
｜｜｜｜｜｜792第三ジョン
｜｜｜｜｜アバンドン
｜｜｜｜｜｜487第二アバンドン 父第三サッパーダンス
｜｜｜｜｜｜｜タマコイワヰ
｜｜｜｜｜｜｜603バードン
｜｜｜｜｜｜｜｜1466第二バードン♂
｜｜｜｜｜｜｜｜1467第三バードン
｜｜｜｜｜｜｜｜1962十倉
｜｜｜｜｜｜｜1287第二タマコイワヰ 父ブレービーの母の母は第八チューリップ
｜｜｜｜｜｜｜1465第五バードン 父第三サッパーダンス
｜｜｜｜第五ハッピネス
｜｜｜｜｜236ハンピー
｜｜｜｜｜643ダウントン♂
｜｜｜｜100第八ハッピネス
｜｜｜｜｜906光助
｜｜｜｜｜｜2128崇助
｜｜｜｜｜545英助♂
｜｜｜｜｜281賢逸♂ 283の表記も
｜｜｜｜｜｜1072梅花
｜｜｜｜｜｜1148第一五丘♂
｜｜｜｜｜｜1433黄金
｜｜｜｜｜715玄助
｜｜｜｜｜1441天助
｜｜｜｜488第九ハッピネス
｜｜｜カラブリア
｜｜｜｜第二カラブリア
｜｜｜｜｜282シイクイン
｜｜｜｜｜｜380スプイン♂
｜｜｜｜365種頼前名第三カラブリア
｜｜｜｜｜519朝頼♂
｜｜｜｜｜｜596頼道♂
｜｜｜｜｜833フレーム
｜｜｜｜｜｜1450トカチヒメ
｜｜｜｜｜｜1453ジイモンド
｜｜｜｜｜907頼駒♂
｜｜｜｜511第四カラブリア
｜｜｜｜｜411チャペル
｜｜｜｜｜｜726アザミ
｜｜｜｜｜｜2152ワカバ
｜｜｜｜｜475ルピナス
｜｜｜｜｜734フークメード
｜｜｜｜｜｜802第一メード
｜｜｜｜｜｜｜2139ワメー
｜｜｜｜｜｜｜720第一メードノ2
｜｜｜｜｜｜｜｜2137第三有徳
｜｜｜｜｜｜784第二メード
｜｜｜｜｜｜1263第五メード
｜｜｜｜｜｜1316第八メード
｜｜｜｜｜565昇旭♂←振天
｜｜｜｜｜691ウヰンナー♂1923〜28年4万円超受賞11頭中の1頭
｜｜｜神龍♂明治25年父第五ブラドレー
｜｜｜｜第二成園明治31年母成園
｜｜｜｜第三春園明治31年母春園
｜｜｜フルートフルネス←盛牧明治32年父ガズラン
｜｜第八吾妻→第八チューリップ明治21年父バイカオンド
｜｜｜レヂー←平妻明治31年父ユスーフ
｜｜｜｜91第三サツパーダンス♂ Supper Dance III表記も 父サツパーダンス
｜｜｜｜｜487第二アバンドン 以下第七吾妻の系統に記載
｜｜｜｜｜64山照♂
｜｜｜｜｜179雲鳥
｜｜｜｜｜｜1514クモフリー
｜｜｜｜｜雲紅
｜｜｜｜｜｜に447岩紅
｜｜｜｜｜｜｜2092サチベニ
｜｜｜｜｜雲富士
｜｜｜｜｜｜2105名勢
｜｜｜｜｜ガスライト 第五吾妻の2代後
｜｜｜｜｜第二アバンドン 第七吾妻の4代後
｜｜｜｜｜ベロナ
｜｜｜｜｜｜235マリー前名クイーンマリー
｜｜｜｜｜｜レースローレル
｜｜｜｜｜｜｜805ローレル
｜｜｜｜｜｜｜1168精華
｜｜｜｜｜872第四ピースウイング 第五吾妻の4代後
｜｜｜｜｜甲子
｜｜｜｜｜｜899ラブガー
｜｜｜｜｜エボメード
｜｜｜｜｜｜に304第二エボメード
｜｜｜｜｜第五アブリアル 第五吾妻の4代後
｜｜｜｜｜1331ホイデン 第三ミュージックの3代後
｜｜｜｜169ブレービー♂
｜｜｜｜第二レヂー
｜｜｜｜｜186リミー
｜｜｜神月明治25年父ユスーフ
｜｜｜｜第二神月明治29年父ガイヨル
｜｜｜大妻明治26年父第二クジャクの母は四ツ谷
｜｜｜第七フラミンゴウ♂明治27年明治31小松宮より払下
｜｜｜第三玉ノ尾♂明治29年
｜｜｜第四玉ノ尾雄明治30年
｜｜｜第二ガズラン♂明治32年
｜｜第九吾妻→第九チューリップ 明治23年父第三スイロン
｜｜｜アレキサンドラ
｜｜｜｜95第五アレキサンドラ
｜｜｜｜｜ハツハル♂大正14年7歳
｜｜｜｜｜106博瑞
｜｜｜｜｜龍姜
｜｜｜｜｜｜904光登
｜｜｜｜｜｜｜2129崇伯
｜｜｜｜｜438龍姿
｜｜｜｜｜｜708玄登♂
｜｜｜｜｜｜904光登
｜｜｜｜｜｜1008萬登♂
｜｜｜｜｜539天巧♂
｜｜｜｜｜547英姿
｜｜｜｜506第七アレキサンドラ競馬名ツイヒナ←ヒロミ
｜｜｜｜第八アレキサンドラ
｜｜｜｜｜662揚明♂←アキラ
｜｜｜｜｜1016サツマダケ♂
｜｜｜セランダイン
｜｜｜｜128ミスエーホー競馬名ヤエツバキ
｜｜｜｜｜2148ハクキン
｜｜｜第七ガイヨル♂明治29年
｜｜｜｜第五ホーソーン明治38年
｜｜｜｜｜101ヱクリップス
｜｜｜｜｜カチドキ♂大正14年5歳
｜｜｜｜｜カツヨ♂大正14年6歳
｜｜｜｜｜55總耀♂
｜｜｜｜｜チャムピオン チャンピオン表記も
｜｜｜｜｜｜368雲扇
｜｜｜｜｜｜｜516朝扇♂
｜｜｜｜｜｜｜607岩扇
｜｜｜｜｜｜｜675雪扇
｜｜｜｜｜｜｜892月扇
｜｜｜｜｜｜｜994波扇♂
｜｜｜｜｜｜｜1096久扇
｜｜｜｜｜｜｜1182鶴扇
｜｜｜｜｜｜｜1288雲羽♂
｜｜｜｜｜｜｜1968島扇
｜｜｜｜｜｜第二チャムピオン
｜｜｜｜｜｜｜ハヤブサ
｜｜｜｜｜｜｜｜1286スピード
｜｜｜｜｜101種博←エクリツプス エクリップス 義博表記も
｜｜｜｜｜｜109博駿→博元
｜｜｜｜｜｜｜677雪元
｜｜｜｜｜｜｜｜2189ベストモアー♂
｜｜｜｜｜｜｜｜2190スヰフトモアー
｜｜｜｜｜｜｜891月元♂
｜｜｜｜｜｜｜895月博♂
｜｜｜｜｜｜｜996波元♂
｜｜｜｜｜｜｜1095久元♂
｜｜｜｜｜｜｜1181鶴元
｜｜｜｜｜｜｜1290雲元
｜｜｜｜｜｜｜年元
｜｜｜｜｜｜｜｜ケンチドリ♂
｜｜｜｜｜｜｜｜｜クサイサム
｜｜｜｜｜｜｜｜｜｜アキイサム
｜｜｜｜｜｜｜｜｜｜｜モリイサム 宮内庁御料牧場産
｜｜｜｜｜｜｜｜｜｜｜立勇 ウエストファーレン
｜｜｜｜｜｜｜｜｜｜｜｜ムーンライト♂2017日本スポーツホース
｜｜｜｜｜｜｜｜｜｜｜｜バーデン♂2019　〃
｜｜｜｜｜｜｜｜｜｜｜｜マリナ 2021年日本スポーツホース
｜｜｜｜｜｜｜｜｜｜｜岸勇 日本スポーツホース
｜｜｜｜｜｜｜｜｜｜｜｜岸勇5 2022年 日本スポーツホース 岸勇3、4は騸
｜｜｜｜｜｜｜｜｜｜｜｜岸勇6 2023年 日本スポーツホース
｜｜｜｜｜｜286昭信
｜｜｜｜｜｜｜628伯信
｜｜｜｜｜｜｜｜1106明清♂
｜｜｜｜｜｜｜｜1207秀清♂
｜｜｜｜｜｜｜1107明信♂
｜｜｜｜｜｜｜1208秀信♂
｜｜｜｜｜｜｜711玄信♂
｜｜｜｜｜｜674雪博♂
｜｜｜｜｜｜808雪華
｜｜｜｜｜｜｜1058ダイヨツザン
｜｜｜｜｜｜445山博
｜｜｜｜｜｜521朝歌
｜｜｜｜｜｜604岩博♂
｜｜｜｜｜｜898雲華
｜｜｜｜｜｜｜1102ヒッショウ
｜｜｜｜｜｜｜1162イボアザン
｜｜｜｜｜｜998波博
｜｜｜｜｜｜1097久博
｜｜｜｜｜174モンブラン←第二ダーブ『第3巻』ではダーブの仔
｜｜｜｜｜｜777アタゴ
｜｜｜｜｜｜750ハヤマ
｜｜｜｜｜｜1507バンダイ
｜｜｜｜｜｜2163第二モンブラン←第二ダープ
｜｜｜｜｜シリシア
｜｜｜｜｜｜228總名♂
｜｜｜｜｜｜400第二シリシア
｜｜｜｜｜｜｜に369遠辰
｜｜｜｜｜｜601オーシヤ♂
｜｜｜｜｜｜739キングホース
｜｜｜｜｜｜1405スワン
｜｜｜｜第四プリムローズ 第四吾妻の2代後
｜｜｜｜第二ラブリー第四高千穂の2代後
｜｜｜｜｜432グリンマー競馬名ミヤギ
｜｜｜｜｜｜1428ハヤコ
｜｜｜｜｜｜1429第二ハヤコ
｜｜｜｜カーネーション 母の母第二四ッ谷の母は雉子橋父は武蔵野
｜｜｜｜｜第三カーネーション？
｜｜｜｜｜｜キープカーネーション♂
｜｜｜｜｜96第六カーネーション
｜｜｜｜｜｜102慶利←慶嬉
｜｜｜｜｜｜｜608岩利
｜｜｜｜｜｜｜995波利♂
｜｜｜｜｜｜63山樂♂父ダイヤモンドウエツデイング
｜｜｜｜｜｜287昭良♂
｜｜｜｜｜｜436龍寶♂
｜｜｜｜｜｜629伯寶
｜｜｜｜｜｜｜1534成寶♂
｜｜｜｜｜｜｜1724武寶♂
｜｜｜｜｜｜｜2134崇寶♂
｜｜｜｜｜｜｜1109明寶 昭和10年 明宝生年月日品種一致
｜｜｜｜｜｜｜｜クニタカラ
｜｜｜｜｜｜｜｜｜メイホウクイン
｜｜｜｜｜｜｜｜｜｜メイホウヒカリ
｜｜｜｜｜｜｜｜｜｜｜ツキオウギ1985年
｜｜｜｜｜｜｜｜｜｜｜｜カゼノローレル1994年
｜｜｜｜｜｜｜｜｜｜｜サクラカーメン♂1986年
｜｜｜｜｜｜｜2061統寶
｜｜｜｜｜｜377フワシネーション競馬名ヒメコマ
｜｜｜｜｜｜｜第二ヒメコマ？母馬との関係は馬名からの推定 1931年 
｜｜｜｜｜｜｜｜フヂヒメ1943年
｜｜｜｜｜｜｜｜｜ミスヒエン
｜｜｜｜｜｜｜｜｜｜ホクセツコマチ
｜｜｜｜｜｜｜｜｜｜｜ペガサスコマチ
｜｜｜｜｜｜｜｜｜｜｜｜ミユキコマチ
｜｜｜｜｜｜｜｜｜｜｜｜｜ミユキスペシャル父ローゼンタイムの父はタイムライン
｜｜｜｜｜｜｜｜｜｜｜｜｜｜セトウチノキコウシ♂2001年
｜｜｜｜｜｜｜｜｜｜｜｜｜｜モナクタカラジマ2002年
｜｜｜｜｜｜｜｜｜｜ヒメコマ1968年同名馬あり。
｜｜｜｜｜｜｜1675ミントミス
｜｜｜｜｜｜｜2171靜山
｜｜｜｜｜｜｜2194第四ヒメコマ
｜｜｜｜｜｜｜｜2207星天翔
｜｜｜｜｜｜｜561ラステイ
｜｜｜｜｜｜｜｜1676ミントプトン♂
｜｜｜｜｜｜｜ミンドヒメ（ミスアオヤギ）父ミンドアー1936年
｜｜｜｜｜｜｜｜ロンプ
｜｜｜｜｜｜｜｜タイセイロンプ
｜｜｜｜｜｜｜｜｜ムゲン
｜｜｜｜｜｜｜｜｜｜ダイゴロンプ
｜｜｜｜｜｜｜｜｜｜｜イーオラプター1992年
｜｜｜｜｜｜｜｜｜｜｜ダイゴアークス♂1993年
｜｜｜｜｜｜｜｜｜｜ダイゴトップ1981年
｜｜｜｜｜｜709玄寶
｜｜｜｜｜｜554英寶
｜｜｜平龍♂明治31年父第二モンマース
｜｜｜ブルーム明治34年
｜｜｜｜第五ブルーム→春日
｜｜｜｜｜873ブルーム大正10年
｜｜｜｜｜｜874イワタカ
｜｜｜｜｜｜875イワスミ
｜｜｜｜｜｜883勝富
｜｜｜｜1520川柳昭和13年
｜｜｜｜｜1268柳生♂
｜｜｜｜｜1521柳月
｜｜｜｜｜1522柳花
｜｜｜｜｜2140光柳1938年生
｜｜｜｜｜｜クロサカエ父の父はダイオライト
｜｜｜成龍♂明治27年父第二クジャクの母は四ツ谷
｜｜第三フラミンゴウ♂明治24年
｜｜｜靜山♂明治29年母第二クレー
｜｜｜平春♂明治31年母春妻
｜｜｜フローリッシュ←盛東明治32年母第二東山
｜｜第十吾妻明治25年父桂木
｜｜｜第六玉ノ尾♂明治30年
｜｜第四ユスーフ♂明治26年父ユスーフ
｜｜｜平照♂明治31年母花岡
｜｜｜スノードロップ←第四花岡明治32年母花岡
｜｜｜バソープ明治37年母第二ミュージックの母の母の母は吾妻

### 高砂－第一高砂・第二高砂・第四ブラドレーの子孫
高砂
｜第一高砂 父モルモン1/2
｜｜若江
｜｜｜に488第三チントウ♂
｜第二高砂 明治12年6月6日三里塚区芦毛後右一白父ブラドレー明治31年9月払下 1/2
｜｜筑紫 明治18年 父スイロンCeylon1873
｜｜｜第二フラミンゴウ♂ 明治24年 父フラミンゴウ
｜｜｜第三ユスーフ♂ 明治25年
｜｜｜アドミレーション 父ミグノン
｜｜｜｜638第一アドミレーション
｜｜｜｜152第五アドミレーション
｜｜｜｜｜1447第六アドミレーション
｜｜｜｜｜｜1448イボアダケ
｜｜｜｜｜438第七アドミレーション競馬名ライトマザー
｜｜｜カロライン
｜｜｜｜141野菊♂
｜｜｜｜｜877アサナミ
｜｜｜｜｜｜1451ジイナミ
｜｜｜｜｜｜1455ハナヒメ
｜｜｜｜｜｜｜1972ハツハル
｜｜｜｜｜｜｜1988タカユキ
｜｜｜｜第二カロライン
｜｜｜｜｜1473ポーツライン
｜｜｜｜1252第三カロライン
｜｜｜｜｜1131関ノ音
｜｜｜｜｜1427第四カロライン
｜｜｜｜第二筑紫 明治28年 父第二クジャクの母は四ツ谷
｜｜第二ユスーフ♂ 明治25年
｜｜高千穂 明治16年4月16日 洋種二回栃栗毛 父スイロン
｜｜｜第二高千穂 明治20年 父第二モンマース
｜｜｜｜第二蘭♂ 明治23年
｜｜｜第三高千穂 明治21年 父スプネー
｜｜｜｜神穂 明治25年父ユスーフ
｜｜｜｜｜ツランクイール♂明治31年　父第二モンマース
｜｜｜｜｜｜第三ツランクイール♂明治36年
｜｜｜｜｜｜｜第二富士越 母富士越 前掲函館大経の富士越は別馬
｜｜｜｜｜｜｜｜ハツヒメ
｜｜｜｜｜｜｜｜｜雅芳
｜｜｜｜｜｜｜｜｜｜ギーキング
｜｜｜｜｜｜｜｜｜｜｜ ハセパークハツヒメ以下の関係は該当記事による。
｜｜｜｜｜｜｜｜｜に367第一ハツヒメ 昭和5年
｜｜｜｜｜第二神穂 明治29年 父玉ノ尾
｜｜｜｜｜第四神穂→第四バイオレット 明治37年 父第十ブラックホーク
｜｜｜｜成穂 明治27年父ガイヨル
｜｜｜｜グローリー
｜｜｜｜｜149池月←第七グローリー
｜｜｜｜｜｜150ライト
｜｜｜｜｜｜151スカイラーク
｜｜｜｜｜｜156月姫
｜｜｜｜勝雲 明治28年 父第二クジャクの母は四ツ谷
｜｜｜第四高千穂 明治22年 父第二モンマース 同35年流産後衰弱死
｜｜｜｜｜ラブリー
｜｜｜｜｜第二ラブリー 前掲第九吾妻の2代後 以下同馬の後に記載
｜｜｜第二ソウ龍♂ 明治24年 父ソウ龍ソウ：聰の耳が馬
｜｜｜第五高千穂 明治26年 父ガイヨル
｜｜｜｜第十四ユスーフ♂ 明治30年
｜｜｜第六高千穂 明治27年 父シルベル
｜｜｜｜ウェールス
｜｜｜｜｜第三ウェールス
｜｜｜｜｜｜199クロンウェール♂
｜｜｜｜｜｜269ヂーサイド
｜｜｜｜｜｜｜270雲碧
｜｜｜｜｜ファブリック
｜｜｜｜｜｜378第四ファブリック
｜｜花岡 明治21年父第二ピートモンド
｜｜｜第三花岡父第三蘭
｜｜第二蘭♂明治23年父蘭
｜｜玉ノ尾♂明治25年父モンマース前掲玉ノ尾とは別
｜｜第二望月♂明治30年
｜第四ブラドレー♂明治15年6月19日生芦毛父ブラドレー同21年日高御料牧場へ引渡
｜｜第二フォールスホンガリー明治22年第二フォールスデンスホガリーと別
｜｜｜初舟明治23年父グランドヱムペロー
｜｜｜成瀬明治27年父第二ヘンリーウヰリヤム
｜｜第四エリース内洋明治29年
｜｜｜第二ヤード明治37年オーローフロストプチン父ヤード
｜｜｜ヴァイオレット父ヤード
｜｜｜｜ハクヨウ♂昭和6年7歳父第三サッパーダンス
｜｜｜スイテン♂ 親第四エリースとの関係は該当記事に依存 水天は新冠産。
｜｜｜メープル明治43年内洋
｜｜｜｜に415第二メープル大正8年内洋競馬名ゼップ
｜｜｜｜に293第四メープル大正10年内洋
｜｜｜カルメル
｜｜｜｜カイエイ♂
｜｜｜｜ユウカン♂

### 四ッ谷、雉子橋・武蔵野・第二四ッ谷の子孫
？
｜四ツ谷「仏蘭西サラブレッド種」父？
｜｜第二クジャク♂ 明治16年父クジャク
｜｜｜八声♂ 明治21年
｜｜｜｜第二勝園→第二ホーソーン 明治34年母勝園→ホーソーン
｜｜｜｜ツレージュア ←西笛　明治34年 母第三ミュージック←第三新笛 以下同馬後に記載
｜｜｜｜第三成園 明治34年 母成園
｜｜｜｜第四成園 明治35年 母成園
｜｜｜春陽♂ 明治24年
｜｜｜神園 明治25年
｜｜｜第五ウォールダンスベリー 明治25年
｜｜｜第四ヂェシーフォールド 明治25年
｜｜｜｜静香 父表記は第四ゼシーフォールド
｜｜｜｜｜ミューラル
｜｜｜｜｜｜969タマツクリ
｜｜｜｜｜｜｜806重臺♂←ゼエイ
｜｜｜｜｜｜｜1065漣玉♂
｜｜｜｜｜｜｜2224榮重
｜｜｜｜｜｜｜2243重玉
｜｜｜｜｜｜第二ミューラル
｜｜｜｜｜｜｜956キンカ
｜｜｜｜｜｜｜1839若行
｜｜｜｜｜｜1329スミレ 昭和13年
｜｜｜大妻 明治26年 母第八吾妻
｜｜｜成龍♂ 明治27年 母第九吾妻
｜｜｜第二筑紫 明治28年 母筑紫
｜｜｜｜盛紫　明治32年 父第三フラミンゴウ
｜｜｜勝雲 明治28年 母第三高千穂
？
｜武蔵野♂「仏蘭西サラブレッド種」父？
？
｜雉子橋「仏蘭西サラブレッド種」父？
｜｜第二四ツ谷「仏蘭西サラブレッド種」明治9年4月内藤新宿元試験場流星鹿毛四白 父武蔵野同29年10月払下
｜｜｜吉野 明治16年 父第二モンマース
｜｜｜｜新月♂
｜｜｜｜第二吉野 明治28年
｜｜｜｜｜第五ミグノン♂ 明治32年
｜｜｜｜｜ムール←西野 明治34年父ガズラン
｜｜｜｜｜第六ギドランボイター♂明治36年
｜｜｜｜第三吉野→チェリー明治29年父第二ピートモンド
｜｜｜｜｜第六ミグノン♂明治32年
｜｜｜｜｜第七フォーレストビュー明治34年
｜｜｜｜｜バターフライ明治37年父フォーレストビュー
｜｜｜｜早野♂明治30年
｜｜｜久方 明治20年父第二モンマース
｜｜｜｜第二久方 明治24年父ソウ龍
｜｜｜｜｜静久明治29年
｜｜｜｜第三久方 明治26年父ガイヨル
｜｜｜｜｜平方明治31年父第二モンマース
｜｜｜｜第四フラミンゴウ♂
｜｜｜｜第三ガイヨル♂明治26年
｜｜｜｜第十一ガイヨル♂明治30年<
｜｜｜峯ノ春→スプリングフィールド 明治21年父第二モンマース
｜｜｜｜第三キングスレー♂明治25年
｜｜｜｜第二峰ノ春 明治28年
｜｜｜｜第三峯ノ春 明治30年第三スプリングフィールド 母生年一致 下総御料牧場産
｜｜｜｜｜ブランドン
｜｜｜｜｜｜185第二ブランドン
｜｜｜｜｜カナリー
｜｜｜｜｜｜第二カナリー
｜｜｜｜｜｜｜1548永吉
｜｜｜｜｜｜に274ピース
｜｜｜｜｜第十一ガズラン♂明治35年
｜｜｜｜｜第十一ミグノン♂
｜｜｜｜｜｜松月
｜｜｜｜｜｜｜に483三松
｜｜｜｜｜ブリテイン明治36年父第十ブラツクホーク ツロッター種
｜｜｜｜｜第拾ボイターギドラン♂明治38
｜｜｜｜第四峯ノ春→第四スプリングフヰールド明治32年父フォーレストビュー
｜｜｜｜｜ブレンダ父スチートンパーフォーマー明治36年
｜｜｜｜｜ベシー父カザン明治37年
｜｜｜｜｜第六？カザン♂明治38年
｜｜｜｜｜カラム♂明治39父第六カズラン
｜｜｜｜第九ガズラン♂明治35年
｜｜｜｜第五峰ノ春明治36年父カザン バルブ
｜｜｜｜第八ボーダーギドラン♂明治38年
｜｜｜｜第拾四チロック♂明治39 母表記は峯ノ春→スプリングフヰールド
｜｜｜初萩 明治23年父豪サラ蘭 最大で1/2
｜｜｜｜第九ガイヨル♂明治29年
｜｜｜｜カーネーション第九吾妻の2代後 以下同馬後に記述 に159同名馬 941旭光旧名が同名
｜｜｜｜第五フラミンゴウ♂明治27年
｜｜｜｜｜飛鳥
｜｜｜｜第五玉ノ尾♂明治30年
｜｜｜｜第二初萩明治31年父第三フラミンゴー
｜｜｜｜第三ガズラン♂明治33年
｜｜｜｜第八ガズラン♂明治34年
｜｜｜｜第三カーネーション←第三初萩明治34年父第七ガイヨル
｜｜｜｜｜カンパニア♂明治39父第六カズラン 母表記は第三初萩→カーネーション
｜｜｜｜第弐スチートンパーフォーマー♂明治36年
｜｜｜｜第八チロック♂明治37年
｜｜｜｜第四初萩明治38父レキシングトン
｜｜｜神谷明治25年父ソウ龍
｜｜｜｜第二神谷→ハネーサックル明治29年父第三蘭
｜｜｜｜｜清谷明治33年父ミグノン
｜｜｜｜｜第弐八聲♂→コッパーキング明治35年 四ッ谷・雉子橋・武蔵野・第二四ッ谷の子孫
｜｜｜｜｜第十二フォーレストビュー♂明治36年
｜｜｜｜｜第四スチートンパフォーマー♂明治37年
｜｜涼風♂明治12年